# Danh sách tập phim Doraemon (1988–1996)
Doraemon là series anime được chuyển thể từ manga cùng tên của họa sĩ Fujiko F. Fujio. Dưới đây là danh sách tập thuộc loạt phim 1979. Ca khúc chủ đề mở đầu là Doraemon no Uta do Ōsugi Kumiko trình bày từ tập 958 đến tập 1199, Yamano Satoko trình bày từ tập 1200 trở đi. Ca khúc kết thúc là "Boku-tachi Chikyuu-jin" (ぼくたち地球人) do Horie Mitsuko trình bày từ tập 958 đến tập 971, "Aozora-tte Iina" (青空っていいな) dp Horie Mitsuko trình bày từ tập 972 đến tập 1199, "Ashita mo Tomodachi" (あしたも♥ともだち) do Nishiwaki Yui trình bày từ tập 1200 đến tập 1346 và "Boku Doraemon 2112" (ぼくドラえもん2112) do Oyama Nobuyo, Koorogi '73 trình bày từ tập 1347.
Phim được HTV3 lồng tiếng ở giai đoạn này. Tập 1 mà HTV3 lồng tiếng có tên Tàu ngầm giấy. Bài hát trong phim đều được Việt hóa, được trình bày bởi diễn viên lồng tiếng Huyền Chi.

## Tổng quan
| Mùa | Mùa | Số tập | Số tập | Phát sóng gốc       | Phát sóng gốc        |
| Mùa | Mùa | Số tập | Số tập | Phát sóng lần đầu   | Phát sóng lần cuối   |
| --- | --- | ------ | ------ | ------------------- | -------------------- |
|     | 10  | 49     | 49     | 8 tháng 1 năm 1988  | 23 tháng 12 năm 1988 |
|     | 11  | 54     | 54     | 6 tháng 1 năm 1989  | 29 tháng 12 năm 1989 |
|     | 12  | 50     | 50     | 5 tháng 1 năm 1990  | 28 tháng 12 năm 1990 |
|     | 13  | 50     | 50     | 4 tháng 1 năm 1991  | 27 tháng 12 năm 1991 |
|     | 14  | 51     | 51     | 10 tháng 1 năm 1992 | 25 tháng 12 năm 1992 |
|     | 15  | 70     | 70     | 8 tháng 1 năm 1993  | 24 tháng 12 năm 1993 |
|     | 16  | 51     | 51     | 7 tháng 1 năm 1994  | 23 tháng 12 năm 1994 |
|     | 17  | 48     | 48     | 6 tháng 1 năm 1995  | 16 tháng 12 năm 1995 |
|     | 18  | 48     | 48     | 5 tháng 1 năm 1996  | 21 tháng 12 năm 1996 |

## Danh sách tập

### Năm 1988
| #    | Tên tập phim                                                                        | Ngày phát sóng gốc   |
| ---- | ----------------------------------------------------------------------------------- | -------------------- |
| 958  | "Ta kara Sagashi Pēpā" (たからさがしペーパー)                                       | 8 tháng 1 năm 1988   |
| 959  | "Nemukesuitōru" (ネムケスイトール)                                                  | 15 tháng 1 năm 1988  |
| 960  | "Petto Penki" (ペットペンキ)                                                        | 22 tháng 1 năm 1988  |
| 961  | "Quần Tarzan" "Tāzanpantsu" (ターザンパンツ)                                        | 29 tháng 1 năm 1988  |
| 962  | "Amedasupen" (アメダスペン)                                                         | 5 tháng 2 năm 1988   |
| 963  | "Mushi no Shirase" (虫のしらせ)                                                     | 12 tháng 2 năm 1988  |
| 964  | "Kuuchuu Tsuri Setto" (空中つりセット)                                              | 19 tháng 2 năm 1988  |
| 965  | "Erebēto.botan" (エレベート・ボタン)                                                | 26 tháng 2 năm 1988  |
| 966  | "Kuromakīsetto" (クロマキーセット)                                                  | 4 tháng 3 năm 1988   |
| 967  | "Ookiku Naru Mushi Megane" (大きくなる虫メガネ)                                     | 11 tháng 3 năm 1988  |
| 968  | "Tasukeron.kapuseru" (タスケロン・カプセル)                                         | 18 tháng 3 năm 1988  |
| 969  | "Poketto Shingou Ki" (ポケット信号機)                                               | 25 tháng 3 năm 1988  |
| 970  | "Hãy đưa tôi cọng rơm" "Warashibe ni Onegai" (ワラシベにお願い)                     | 1 tháng 4 năm 1988   |
| SP28 | "Vòng quanh thế giới bằng khí cầu!" "Kikyuu de Sekai Isshuu O" (気球で世界一周を！) | 5 tháng 4 năm 1988   |
| 971  | "Máy thăm dò mặt cắt" "Dansou Bijon" (断層ビジョン)                                 | 8 tháng 4 năm 1988   |
| 972  | "Isu Kairyou Ki" (イス改良機)                                                       | 15 tháng 4 năm 1988  |
| 973  | "Too Utsushi Kagami" (遠写かがみ)                                                   | 29 tháng 4 năm 1988  |
| 974  | "Imēji.berē" (イメージ・ベレー)                                                     | 6 tháng 5 năm 1988   |
| 975  | "Jitsubutsu Jiorama" (実物ジオラマ)                                                 | 13 tháng 5 năm 1988  |
| 976  | "O Tasuke Da N Go" (おたすけだんご)                                                 | 20 tháng 5 năm 1988  |
| 977  | "Papa no Omiyage" (パパのおみやげ)                                                  | 27 tháng 5 năm 1988  |
| 978  | "Chōdaihando" (チョーダイハンド)                                                    | 3 tháng 6 năm 1988   |
| 979  | "Toumei Hando" (透明ハンド)                                                         | 10 tháng 6 năm 1988  |
| 980  | "Wāpupen" (ワープペン)                                                              | 17 tháng 6 năm 1988  |
| 981  | "Ito Nashi Ito Denwa" (糸なし糸電話)                                                | 24 tháng 6 năm 1988  |
| 982  | "Subērugasu" (スベールガス)                                                         | 8 tháng 7 năm 1988   |
| 983  | "Kage Boushi Furasshu" (かげぼうしフラッシュ)                                       | 15 tháng 7 năm 1988  |
| 984  | "Nước hoa ký ức" "Omoidekoron" (オモイデコロン)                                     | 22 tháng 7 năm 1988  |
| 985  | "Kaisui Kontorōrā" (海水コントローラー)                                             | 29 tháng 7 năm 1988  |
| 986  | "Nan Demo Soujuu Ki" (なんでも操縦機)                                               | 5 tháng 8 năm 1988   |
| 987  | "Shinigami Yama no Houmotsu" (死神山の宝物)                                         | 12 tháng 8 năm 1988  |
| 988  | "Miếng dán gây ngủ gật" "I Nemuri Shīru" (いねむりシール)                           | 19 tháng 8 năm 1988  |
| 989  | "Shinki Rousoku Date" (しんきろうそく立て)                                          | 26 tháng 8 năm 1988  |
| 990  | "Konchuu Mākā" (昆虫マーカー)                                                       | 2 tháng 9 năm 1988   |
| 991  | "Yatteki Ta Go Senzo Sama" (やってきた御先祖様)                                     | 9 tháng 9 năm 1988   |
| 992  | "Hairērupēpā" (ハイレールペーパー)                                                  | 16 tháng 9 năm 1988  |
| 993  | "Nakami Goto no Bichijimi Kappu" (中味ごとのびちぢみカップ)                         | 23 tháng 9 năm 1988  |
| 994  | "Kengou Nobita" (剣豪のび太)                                                        | 30 tháng 9 năm 1988  |
| 995  | "Uranai Kādo Bokkusu" (占いカードボックス)                                          | 7 tháng 10 năm 1988  |
| 996  | "Hairikomi Mirā II" (入りこみミラーII)                                              | 14 tháng 10 năm 1988 |
| 997  | "Tatsu Maki Sutorō" (たつまきストロー)                                              | 21 tháng 10 năm 1988 |
| 998  | "Heri Kamera" (ヘリカメラ)                                                          | 28 tháng 10 năm 1988 |
| 999  | "Marionettā" (マリオネッター)                                                       | 4 tháng 11 năm 1988  |
| 1000 | "Kamereon Cha" (カメレオンちゃ)                                                     | 11 tháng 11 năm 1988 |
| 1001 | "Toranporin Gen" (トランポリンゲン)                                                 | 18 tháng 11 năm 1988 |
| 1002 | "Yuu Dou Ashi Ato Sutanpu" (ゆうどう足あとスタンプ)                                 | 25 tháng 11 năm 1988 |
| 1003 | "Shashin Shabēru" (写真シャベール)                                                  | 2 tháng 12 năm 1988  |
| 1004 | "Căn phòng thời gian" "Taimu.rūmu" (タイム・ルーム)                                 | 9 tháng 12 năm 1988  |
| 1005 | "Sokuseki Iwanomoto" (即席イワノモト)                                               | 16 tháng 12 năm 1988 |
| 1006 | "Zettai Anze N ka sa" (ぜったいあんぜんかさ)                                        | 23 tháng 12 năm 1988 |

### Năm 1989
| #    | Tên tập phim                                                                                        | Ngày phát sóng gốc   |
| ---- | --------------------------------------------------------------------------------------------------- | -------------------- |
| 1007 | "Age Rare Tako" (あげられタコ)                                                                      | 6 tháng 1 năm 1989   |
| 1008 | "Setto Mēkā" (セットメーカー)                                                                       | 13 tháng 1 năm 1989  |
| 1009 | "Rajikonantena" (ラジコンアンテナ)                                                                  | 20 tháng 1 năm 1989  |
| 1010 | "Oni Ha Soto Bīnzu" (鬼は外ビーンズ)                                                                | 27 tháng 1 năm 1989  |
| 1011 | "Taimudorīmā" (タイムドリーマー)                                                                    | 3 tháng 2 năm 1989   |
| 1012 | "Rikujou Bōto" (陸上ボート)                                                                         | 10 tháng 2 năm 1989  |
| 1013 | "Anime Ba Ko" (アニメばこ)                                                                          | 17 tháng 2 năm 1989  |
| 1014 | "Bouen Mega Fon" (望遠メガフォン)                                                                   | 24 tháng 2 năm 1989  |
| 1015 | "Nan Demo Kuukou" (なんでも空港)                                                                    | 3 tháng 3 năm 1989   |
| 1016 | "Dou Butsu Yubi Kyappu" (どうぶつ指キャップ)                                                        | 10 tháng 3 năm 1989  |
| 1017 | "Goroawasetou" (ゴロアワセトウ)                                                                     | 17 tháng 3 năm 1989  |
| 1018 | "Nazo no Yogen Sho" (ナゾの予言書)                                                                  | 24 tháng 3 năm 1989  |
| 1019 | "Kiki ga Ki Taipuraitā" (ききがきタイプライター)                                                    | 31 tháng 3 năm 1989  |
| 1020 | "Nobita to Fuusen Ikada" (のび太と風船イカダ)                                                       | 7 tháng 4 năm 1989   |
| 1021 | "Chou Kyodai Rittai Terebi" (超巨大立体テレビ)                                                      | 14 tháng 4 năm 1989  |
| 1022 | "Jitsubutsu Minichua Dai Hyakka" (実物ミニチュア大百科)                                             | 21 tháng 4 năm 1989  |
| 1023 | "Zange Bou" (ザンゲボウ)                                                                            | 28 tháng 4 năm 1989  |
| 1024 | "Món quà từ ngọn núi tuyết" "Yukiyama no Purezento" (雪山のプレゼント)                              | 5 tháng 5 năm 1989   |
| 1025 | "Heya ni Shizen o" (へやに自然を)                                                                   | 5 tháng 5 năm 1989   |
| 1026 | "Apāto Gokko" (アパートごっこ)                                                                      | 5 tháng 5 năm 1989   |
| 1027 | "Đảo hoang là đảo của tớ" "Mujintou Ha Boku no Shima" (無人島はボクの島)                            | 5 tháng 5 năm 1989   |
| 1028 | "Ii Toko Sen Takushi Bōdo" (いいとこ選たくしボード)                                                 | 12 tháng 5 năm 1989  |
| 1029 | "Ii Toko Sen Takushi Bōdo" (自動ぶんなぐりガス)                                                     | 19 tháng 5 năm 1989  |
| 1030 | "Mini.terebikyoku" (ミニ・テレビ局)                                                                 | 26 tháng 5 năm 1989  |
| 1031 | "Kage Bun Chin to Kage Jittai ka Eki" (影ぶんちんと影実体化液)                                      | 2 tháng 6 năm 1989   |
| 1032 | "Rakuraku Tozan Bou" (らくらく登山帽)                                                               | 9 tháng 6 năm 1989   |
| 1033 | "Tachimono Gankake Jinja" (断ち物願かけ神社)                                                        | 16 tháng 6 năm 1989  |
| 1034 | "Hyouhon sa Ishuu Bako" (標本さいしゅう箱)                                                          | 23 tháng 6 năm 1989  |
| 1035 | "CM Kyandē Hassha Ki" (ＣＭキャンデー発射機)                                                        | 30 tháng 6 năm 1989  |
| 1036 | "Furī Saizu Nuigurumi Kamera" (フリーサイズぬいぐるみカメラ)                                        | 7 tháng 7 năm 1989   |
| 1037 | "Yume Hōru" (夢ホール)                                                                              | 14 tháng 7 năm 1989  |
| 1038 | "Ningen Chokin Bako Seizou Ki" (人間貯金箱製造機)                                                   | 21 tháng 7 năm 1989  |
| 1039 | "Sou Naru kai Setto" (そうなる貝セット)                                                             | 28 tháng 7 năm 1989  |
| 1040 | "Serufuarāmu" (セルフアラーム)                                                                      | 4 tháng 8 năm 1989   |
| 1041 | "Vòng và thẻ biến thân" "Henshin Ringu to Kādo" (変身リングとカード)                                | 11 tháng 8 năm 1989  |
| 1042 | "Dorami Gata Mini Netsu Kikyuu" (ドラミ型ミニ熱気球)                                                | 18 tháng 8 năm 1989  |
| 1043 | "Otori Kēsu" (おとりケース)                                                                         | 25 tháng 8 năm 1989  |
| 1044 | "Bộ dụng cụ Homes 3 điểm" "Hōmuzu San Ten Setto" (ホームズ三点セット)                               | 1 tháng 9 năm 1989   |
| 1045 | "Tsuduki o Yoroshiku" (続きをよろしく)                                                              | 8 tháng 9 năm 1989   |
| 1046 | "Mi Gawari Maiku" (身がわりマイク)                                                                  | 15 tháng 9 năm 1989  |
| 1047 | "Mushi Chuu" (無視虫)                                                                               | 22 tháng 9 năm 1989  |
| 1048 | "Sai Min Mega Fon" (さいみんメガフォン)                                                             | 29 tháng 9 năm 1989  |
| 1049 | "Katei ka Epuron" (家庭科エプロン)                                                                  | 6 tháng 10 năm 1989  |
| 1050 | "Chizu Chuushi Ki" (地図ちゅうしゃき)                                                               | 20 tháng 10 năm 1989 |
| 1051 | "Sono Toki Doko ni I Ta" (そのときどこにいた)                                                       | 27 tháng 10 năm 1989 |
| 1052 | "Nari kiri Purēto" (なりきりプレート)                                                               | 3 tháng 11 năm 1989  |
| 1053 | "Bộ phác họa mọi lúc mọi nơi" "Itsu Demo Doko Demo Sukecchi Setto" (いつでもどこでもスケッチセット) | 10 tháng 11 năm 1989 |
| 1054 | "Buổi tiệc nấu ăn của Jaian" "Jaian no Dinā Shō" (ジャイアンのディナーショー)                       | 17 tháng 11 năm 1989 |
| 1055 | "Kousou Manshon ka Erebētā" (高層マンション化エレベーター)                                          | 24 tháng 11 năm 1989 |
| 1056 | "Hanbun Ko Gatana" (半分こ刀)                                                                       | 1 tháng 12 năm 1989  |
| 1057 | "Eakon Foto" (エアコンフォト)                                                                       | 8 tháng 12 năm 1989  |
| 1058 | "Kyouryoku Urutorasūpāderakkusukyandē" (強力ウルトラスーパーデラックスキャンデー)                   | 15 tháng 12 năm 1989 |
| 1059 | "Sinh nhật Nobita" "Nobita Tanjou" (のび太誕生)                                                     | 22 tháng 12 năm 1989 |
| 1060 | "Máy chế tạo khu phố" "O Konomi Kenkoku Youhin" (お好み建国用品)                                    | 29 tháng 12 năm 1989 |

### Năm 1990
| # | Tên tập phim | Ngày phát sóng gốc   | Ngày phát sóng lồng tiếng Việt |
| --- | --- | -------------------- | ------------------------------ |
| 1061 | "Điều khiển giấc mơ" "Dorīmu Pureiyā" (ドリームプレイヤー)                                                            | 5 tháng 1 năm 1990   | không phát sóng                |
| 1062 | "Bộ sưu tập Dịch tễ học" "Ryuukou Sei Korekushon" (流行性コレクション)                                                | 12 tháng 1 năm 1990  | không phát sóng                |
| 1063 | "Máy nguyện vọng thực tại" "Nozomi Jitsugen Ki" (のぞみ実現機)                                                        | 19 tháng 1 năm 1990  | không phát sóng                |
| 1064 | "Nuigurumi Sei Zou Kamera" (ぬいぐるみせいぞうカメラ)                                                                 | 26 tháng 1 năm 1990  | không phát sóng                |
| 1065 | "Nobita no Akunin Shigan" (のび太の悪人志願)                                                                          | 2 tháng 2 năm 1990   | không phát sóng                |
| 1066 | "Phiếu giảm giá sách tương lai" "Mirai Tosho Ken" (未来図書券)                                                        | 9 tháng 2 năm 1990   | không phát sóng                |
| 1067 | "Đầu của Gorgon" "Gorugon no Kubi" (ゴルゴンの首)                                                                     | 16 tháng 2 năm 1990  | không phát sóng                |
| 1068 | "Buttai Koukan Kurosu" (物体交換クロス)                                                                               | 23 tháng 2 năm 1990  | không phát sóng                |
| 1069 | "Màn hình và máy chiếu môi trường" "Kankyou Sukurīn to Purojekutā" (環境スクリーンとプロジェクター)                   | 2 tháng 3 năm 1990   | không phát sóng                |
| 1070 | "Boku no Mori shi Sama" (ぼくの守り紙さま)                                                                            | 9 tháng 3 năm 1990   | không phát sóng                |
| 1071 | "Tàu ngầm giấy" "Pēpā Kurafuto" (ペーパークラフト)                                                                    | 16 tháng 3 năm 1990  | 9 tháng 1 năm 2010             |
| Đang ngủ nửa chừng thì Nobita bị đánh thức bởi tiếng của người tiếp thị bán hàng tương lai. Nobita đã vòi vĩnh Doraemon mua chiếc tàu ngầm giấy của tương lai. Khi lắp xong Nobita đã trêu ghẹo Jaian và Suneo nên bị ném đá và rơi xuống ngọn lửa và bị bốc cháy. May mắn thay Doraemon và Nobita đã thoát khỏi con tàu kịp lúc. | |                      |                                |
| 1072 | "Chất lỏng phục hồi nguyên trạng" "Zentai Fukugen Eki" (全体復元液)                                                   | 23 tháng 3 năm 1990  | 10 tháng 1 năm 2010            |
| Mẹ của Nobita vô tình đốt mất xấp tài liệu của ba của Nobita. Nobita đã mượn chất lỏng phục hồi nguyên trạng của Doraemon để đưa xấp tài liệu về trạng thái ban đầu nhưng không may Nobita đã để lộ những bài kiểm tra điểm 0 trong đống giấy rác và tài liệu mẹ Nobita đã đốt | |                      |                                |
| 1073 | "Máy thay đổi trọng lượng" "Funwarizusshirimētā" (フンワリズッシリメーター)                                           | 30 tháng 3 năm 1990  | 16 tháng 1 năm 2010            |
| Thấy mẹ gần đây ít ăn uống và hay cáu gắt với người trong nhà nên Doraemon đã nhờ Dorami đến tìm hiểu nên biết là mẹ đang ăn kiêng giảm cân. Dorami đã dùng máy thay đổi trọng lượng để giúp mẹ. | |                      |                                |
| 1074 | "Doraemon đi kiểm tra sức khỏe" "Doraemon no Kenkou Shindan" (ドラえもんの健康診断)                                   | 6 tháng 4 năm 1990   | không phát sóng                |
| 1075 | "Bộ du lịch trong nhà" "Shitsunai Ryokou Setto" (室内旅行セット)                                                      | 13 tháng 4 năm 1990  | 17 tháng 1 năm 2010            |
| Suneo mãi khoe về chuyến đi Paris (Pháp) nên khiến Nobita bực nên cậu nói là sẽ dẫn Shizuka và Jaian đi Paris chụp ảnh gửi lại cho Suneo. Nhưng không may Jaian bị mẹ bắt trông cửa hàng nên không đi được và lúc này cánh cửa thần kỳ đang được đem đi sửa nên Doraemon cho cậu "Bộ du lịch trong nhà". Trong lúc thử máy thì Nobita chiếu nhầm vào cảnh phòng tắm Shizuka và hậu quả khi Shizuka đến là... | |                      |                                |
| 1076 | "Thuốc viên côn trùng" "Muteki Konchū ni" (無敵コンチュー丹)                                                          | 20 tháng 4 năm 1990  | 23 tháng 1 năm 2010            |
| Nobita về nhà với cơ thể tả tơi sau bị Jaian cho bầm dập. Doraemon cho cậu uống "Thuốc viên côn trùng" để có sức mạnh như loài kiến, cú đấm đau như ong chính và cơ thể nhẹ nhàng như bướm để phục thù Jaian nhưng khi về nhà cậu bị ngất xỉu do mẹ dùng bình xịt diệt côn trùng. | |                      |                                |
| 1077 | "Giá trị của mẹ" "Mama no Arigatami" (ママのありがたみ)                                                               | 27 tháng 4 năm 1990  | 24 tháng 1 năm 2010            |
| Thức ăn dưới ánh mắt Nobita chỉ là một thứ bình thường, cậu không biết quý trọng nó nên khi ăn để thừa. Để giúp Nobita hiểu được giá trị của thức ăn Doraemon đã giáo huấn cậu bằng "Máy tìm hiểu giá trị". Cuối cùng cậu cũng hiểu được ý nghĩa của nó và giá trị cuối cùng cậu muốn biết đó chính là mẹ. | |                      |                                |
| 1078 | "Hơi gas sở hữu" "Anata dake no mono Gasu" (あなただけの物ガス)                                                       | 4 tháng 5 năm 1990   | 30 tháng 1 năm 2010            |
| Nobita dùng "Hơi gas sở hữu" để Shizuka mãi bên cạnh cậu. Trong lúc đó, cậu phải ra ngoài và bảo Shizuka đợi cậu ở nhà Nobita không may cậu gặp rắc rối khi xịt nhầm hơi gas vào thầy giáo | |                      |                                |
| 1079 | "Mắt kính tạo cảm giác" "Supīdo Zou Kan Gōguru" (スピード増感ゴーグル)                                                | 11 tháng 5 năm 1990  | 31 tháng 1 năm 2010            |
| Có một anh thanh niên nhà giàu có và chiếc xe máy nên thưòng xuyên đua xe trên đường có khả năng gây nguy hiểm cho mọi người. Trong một lần chạy hăng anh đụng xe vào cột điện khiến xe hư, tay hư và ba đuổi ra khỏi nhà. Trong lúc anh buồn nên Nobita đến và đem "Mắt kính tạo cảm giác" của Doraemon để anh vừa thỏa niềm đam mê vừa an toàn cho mọi người. | |                      |                                |
| 1080 | "Người thay thế" "Pinchi Rannā" (ピンチランナー)                                                                      | 18 tháng 5 năm 1990  | 6 tháng 2 năm 2010             |
| Thầy giáo hâm he Nobita nếu đi học trễ thêm một lần nữa sẽ đến nhà gặp phụ huynh. Mặc dù vậy ngày hôm sau Nobita tiếp tục thức trễ, Cậu nài nỉ Doraemon cho mượn bảo bối "Người thay thế" và tạm thoát khỏi kiếp nạn. Nhưng ngày tiếp theo cậu tiếp tục làm như vậy và kế hoạch bị Jaian & Suneo lật tẩy. Để tránh mẹ biết thầy giáo đến nhà cậu đã lừa Doraemon và mẹ ra bên ngoài. Sau đó cả mẹ và Doraemon biết được âm mưu của cậu.                                                                          | |                      |                                |
| 1081 | "Kế hoạch thoát khỏi nhà cao tầng" "Kousou Manshon Dasshutsu Dai Sakusen" (高層マンション脱出大作戦)                  | 25 tháng 5 năm 1990  | 7 tháng 2 năm 2010             |
| Masashi là một học sinh mới chuyển đến lớp học Nobita. Cậu có thân hình hơi mập, chơi thể thao rất giỏi nhưng mẹ cậu rất khó tính không cho cậu ra ngoài chơi. Nobita bất đắc dĩ bị Jaian bắt bằng mọi cách đưa Masashi ra khỏi nhà chung cư chơi trận bóng chày. | |                      |                                |
| 1082 | "Máy hút chữ" "Bannou Kurīnā" (万能クリーナー)                                                                        | 1 tháng 6 năm 1990   | 13 tháng 2 năm 2010            |
| Suneo đến nhà Nobita nài nỉ Doraemon cho mượn bảo bối xóa các nét vẽ bằng bút bi do mỗi lần tức giận Jaian cậu vẽ vào nhưng không may Jaian lại đang giữ quyển vở đó. Nhưng sau khi xử lý xong Suneo lại tráo trở không thực hiện những điều khoản Doraemon đã đưa ra để xóa đi hình vẽ đó và kết cục là Doraemon ngưng đọng thời gian và dùng bảo bối cho mọi thứ trở về như cũ. | |                      |                                |
| 1083 | "Súng dịch chuyển thời gian" "Taimu Pisutoru" (タイムピストル)                                                        | 8 tháng 6 năm 1990   | 14 tháng 2 năm 2010            |
| Nobita dù hứa làm bài tập xong mới đi chơi nhưng khi vừa vào bàn chưa đầy 5 phút cậu đã chán nản khiến Doraemon dùng mưu kế đánh đòn tâm lý bằng "Súng dịch chuyển thời gian" khiến những người cản trở đến việc làm bài của Nobita trong một khoảng thời gian đặt sẵn. Sau đó với bảo bối này Nobita đem trêu phá mọi người và kết quả bữa cơm tối biến mất. | |                      |                                |
| 1084 | "Tuyển thủ số một" "Shinro Adobaizā" (進路アドバイザー)                                                               | 15 tháng 6 năm 1990  | 20 tháng 2 năm 2010            |
| Trong một trận đấu bóng chày với đội bạn Chigatoru-zu thì đội Gian thua. Như thường lệ, Jaian đổ lỗi cho Nobita và bắt cậu phải tập luyện bóng chày ba tiếng mỗi ngày. Không chấp nhận, Nobita vòi vĩnh Doraemon bảo bối, Doraemon cho cậu bảo bối chỉ dẫn. | |                      |                                |
| 1085 | "Chuyện lạ đêm khuya" "Machi no Naka de Daibingu" (町の中でダイビング)                                                | 22 tháng 6 năm 1990  | 21 tháng 2 năm 2010            |
| Doraemon dùng máy bơm đặc biệt và hơi gas kêu gọi cá lên mặt đất. Nhưng không may, một con cá mập đã bị dẫn dụ đến và có khả năng gây nguy hiểm người trong khu phố. Doraemon phải dùng bảo bối để đưa nó trở về biển cả | |                      |                                |
| 1086 | "Nệm ngồi xuyên thấu" "Tsukinuke Zabuton" (つきぬけザブトン)                                                          | 29 tháng 6 năm 1990  | 27 tháng 2 năm 2010            |
| Nobita dùng "Nệm ngồi xuyên thấu" của Doraemon để chọc phá mọi người. Kết quả là nệm bị giãn hư và Nobita bị ba mẹ mắng. | |                      |                                |
| 1087 | "Máy thay đổi hình dạng" "Urameshizukin" (ウラメシズキン)                                                             | 6 tháng 7 năm 1990   | 6 tháng 3 năm 2010             |
| Một tên trộm đã ghé nhà và giả vờ là người quen của ba mẹ Nobita. Nhưng do ba mẹ không ở nhà nên hắn đã rời đi. Khi về Ba mẹ hỏi Nobita nhưng cậu đã quên hỏi tên tuổi người đó. Doraemon cho cậu mượn "máy thay đổi hình dạng" để tái hiện gương mặt người đó và gặp nhiều rắc rối vì người đó là tội phạm đang bị truy nã. | |                      |                                |
| 1088 | "Con ma Nobita" "Kawari e Mirā" (かわり絵ミラー)                                                                      | 20 tháng 7 năm 1990  | 28 tháng 2 năm 2010            |
| Nobita lạm dụng chiếc khăn tạo ra ma để trả thù Jaian và Suneo nhưng lại là nạn nhân bị con ma cậu tạo ra hận | |                      |                                |
| 1089 | "Ở đâu về chỗ cũ" "Otoshimono Kamubakku.supurē" (落し物カムバック・スプレー)                                          | 27 tháng 7 năm 1990  | 7 tháng 3 năm 2010             |
| Nobita khoe khoang về việc mình vừa đi dã ngoại và bắt được nhiều bọ cánh cứng và cánh cam khiến Nobita ghen tị. Cậu cùng Doraemon đến chỗ đó nhưng lại không thấy con bọ nào mà chỉ thấy toàn rác. Doraemon đã dùng hơi gas trở về chỗ cũ đưa toàn bộ rác trở về với người đã vứt chúng. Kết quả là nhà Suneo ngập rác. | |                      |                                |
| 1090 | "Ngày sinh nhật của Nobita" "Mippei Kuukan Tansa Ki" (密閉空間探査機 / tạm dịch: "Máy do thám không gian kín")        | 3 tháng 8 năm 1990   | 13 tháng 3 năm 2010            |
| Trong ngày sinh nhật của Nobita, Shizuka và Dekisugi đã cùng đã lén làm bánh ngọt tặng Nobita nhưng Nobita ghen tức | |                      |                                |
| 1091 | "Cánh tay đáp trả" "Okaeshi Hando" (お返しハンド)                                                                     | 10 tháng 8 năm 1990  | 14 tháng 3 năm 2010            |
| Nobita bị Jaian vô cớ bắt nạt như mọi khi. Sau khi kể cho Doraemon nghe Doraemon đã cho cậu mượn "cánh tay đáp trả" để phục thù Jaian nhưng lần này Jaian tốt bụng đột xuất nên cậu không trả thù được. | |                      |                                |
| 1092 | "Petari Kanpan" (ペタリ甲板)                                                                                          | 17 tháng 8 năm 1990  | không phát sóng                |
| 1093 | "Lịch biến đổi khí hậu" "Kimagure Karendā" (きまぐれカレンダー)                                                       | 24 tháng 8 năm 1990  | 20 tháng 3 năm 2010            |
| Nobita nghịch "lịch biến đổi khí hậu" của Doraemon khiến cho khí hậu Trái Đất trở nên kì quái. Mặt Trời trở nên to hơn sắp nuốt chửng Trái Đất. Cuối cùng Doraemon đã dùng "tàu cứu hộ vũ trụ" để đưa cả nhà sang hành tinh khác. Nobita đã bỏ lỡ chuyến tàu khiến cậu cảm thấy ân hận rất nhiều vì đã làm mọi chuyện trở nên tồi tệ như vậy. May thay những gì Nobita nhìn thấy và trải qua chỉ là ảo ảnh từ "lịch biến đổi khí hậu" nhằm cảnh tỉnh người sử dụng.                                              | |                      |                                |
| 1094 | "Cuốn sách hình thật" "Hon mo no e Hon" (ほんものえほん)                                                              | 31 tháng 8 năm 1990  | 21 tháng 3 năm 2010            |
| Lúc Nobita đi học về nhìn thấy Doraemon cầm thấy một quyển sách có hình Mimi đang bị người khác tổn hại nên chạy tức tốc đến giải cứu. Sau một lúc Doraemon giải thích Nobita biết được quyển sách phản chiếu hình ảnh thật của mọi sự vật - sự việc đang diễn ra chỉ cần chọn sách phù hợp và chụp hình ảnh người cần theo dõi. Nobita đã lấy bảo bối sử dụng để quan sát. | |                      |                                |
| 1095 | "Mèo ngoan của mẹ" "Doubutsu Umarekawari Tamago" (動物生まれ変わりタマゴ / tạm dịch: "Trứng tái sinh thành động vật") | 7 tháng 9 năm 1990   | 27 tháng 3 năm 2010            |
| Nobita thấy một con mèo bị chủ bỏ nên tội đem về nuôi. Nhưng bà Nobi tính vốn ghét nuôi động vật trong nhà nên bắt cậu đem lại chỗ đã tìm thấy nó. Vì vậy, Nobita đã biến thân thành con mèo qua bảo bối của Doraemon để đi tìm lại chủ nhân nó trong lúc để con mèo ở nhà. Lúc này ở nhà con mèo đã giúp bà nhiều việc nên bà bắt đầu có cảm tình với. Khi Nobita đem con mèo đi trả thì bà ngã bệnh và một lần nữa Nobita phải hóa thân thành mèo.                                                             | |                      |                                |
| 1096 | "Lệnh truy nã Nobita" "Chounai Toppa Dai Sakusen" (町内突破大作戦)                                                    | 14 tháng 9 năm 1990  | 28 tháng 3 năm 2010            |
| Đang bị thầy phạt thì Nobita chạy trốn, khi đến sân bóng chày Jaian vô tình ném quả bóng tới chân Nobita. Jaian nhờ cậu nhặt giùm nhưng trong lúc cậu ném truyền lại cho Jaian thì quả bóng bay qua nhà ông Kaminari làm vỡ kính cửa. Nhóm Jaian bị ông Kaminari bị mắng một trận, Jaian tức giận nên sai mọi người truy nã Nobita khắp nơi trong phố. Nobita phải chạy lên tận núi nhờ Doraemon giúp đỡ. Doraemon đã giúp cậu tránh khỏi kẻ thù trong lúc về nhà. Nhưng không may thầy giáo có mặt tại nhà cậu. | |                      |                                |
| 1097 | "Từ điển bách khoa toàn thư vũ trụ" "Uchuu Kanzen Dai Hyakka" (宇宙完全大百科)                                        | 21 tháng 9 năm 1990  | 3 tháng 4 năm 2010             |
| Ông Nobi dự định mua từ điển bách khoa cho Nobita nhưng bị bà Nobi phát hiện ngăn chặn. Trong lúc này Nobita đang làm bài tập nhưng nghĩ mãi không ra cách giải nên đến hỏi ông Nobi. Ông Nobi tức giận bắt cậu phải tìm trong từ điển mà ông đã mua trước đây. Tìm mãi không ra nên Doraemon đã lấy "Từ điển bách khoa toàn thư vũ trụ" có chứa toàn bộ dữ liệu mọi thứ ra cho cậu mượn. | |                      |                                |
| 1098 | "Đi tu dễ hay khó" "Sennin Rakuraku Kōsu" (仙人らくらくコース)                                                        | 28 tháng 9 năm 1990  | 4 tháng 4 năm 2010             |
| Nobita chán cuộc sống trần tục muốn trở thành chân sư | |                      |                                |
| 1099 | "Nào cùng đến nước Nhật 70 ngàn năm trước" "7 Man Nen Mae no Nippon He Iko U" (７万年前の日本へ行こう)                | 5 tháng 10 năm 1990  | Không phát sóng                |
| 1100 | "Xe cảnh sát bảo vệ chính nghĩa" "Seigi no Mikata Patokā" (正義の味方パトカー)                                        | 19 tháng 10 năm 1990 | 10 tháng 4 năm 2010            |
| Jaian phá hoại mọi người nên Doraemon đã dùng "Xe cảnh sát bảo vệ chính nghĩa" | |                      |                                |
| 1101 | "Đi tìm chiếc huy hiệu" "Bajj I o Sagase" (バッジをさがせ)                                                            | 26 tháng 10 năm 1990 | 11 tháng 4 năm 2010            |
| Bé Kamizu bị mất bộ sưu tập huy hiệu chôn ở bãi đất trống. Sau khi dùng "Cỗ máy thời gian" về quá khứ điều tra thì Doraemon và Nobita phát hiện nó bị Muku lấy đi | |                      |                                |
| 1102 | "Gia vị tạo cảm giác" "Shokuhin Shikaku ka Gasu" (食品視覚化ガス / tạm dịch: "Khí hình dung thực phẩm")               | 2 tháng 11 năm 1990  | 17 tháng 4 năm 2010            |
| Anh Goro đến nhà Nobita xin một bữa cơm đúng lúc mẹ Nobita đi chợ vắng nhà. Doraemon đã rắt "Gia vị tạo cảm giác" vào sách món ăn giúp anh no bụng | |                      |                                |
| 1103 | "Con chó đá" "Petto Kurīmu" (ペットクリーム / tạm dịch: "Kem thú nuôi")                                               | 9 tháng 11 năm 1990  | 18 tháng 4 năm 2010            |
| Suneo đã dùng "Kem tạo thú cưng từ đá" của Doraemon tạo ra một con chó đá lớn vượt mặt mọi người. Nhưng vì nó lớn quá khổ nên khiến Suneo gặp nhiều rắc rối. Mặc dù Suneo đem nó vứt bỏ ở một nơi xa nhưng vẫn tìm được đường về | |                      |                                |
| 1104 | "Bảo bối của Nobita" "Genryou Raito" (原料ライト / tạm dịch: "Đèn pin nguyên trạng")                                  | 16 tháng 11 năm 1990 | 24 tháng 4 năm 2010            |
| Nobita dùng "Đèn pin phục hồi nguyên trạng" biến những tờ giấy thành cây. Vì không biết 10 năm sau cây có bị chặt nên Nobita và Shizuka đã chui qua " Đường hầm thời gian". Suneo và Gian cũng lén theo sau nhưng vì những bảo bối này là hàng dùng thử cửa hàng bách hóa tương lai nên chỉ có sử dụng được một lần.... | |                      |                                |
| 1105 | "Trượt mô hình tiên tiến" "Raji Kon no Moto" (ラジコンのもと)                                                         | 23 tháng 11 năm 1990 | 25 tháng 4 năm 2010            |
| Gian và Suneo dùng máy bay điều khiển từ xa tấn công những origami mọi người đang cưỡi trên trời. Doraemon đã gắn tiếp "Trượt mô hình tiên tiến" lên những origami phục thù. | |                      |                                |
| 1106 | "Máy tập trung khí hậu" "Kikou Shuuchuu Souchi" (気候集中装置)                                                        | 30 tháng 11 năm 1990 | 1 tháng 5 năm 2010             |
| Nobita và Doraemon dùng "Máy tập trung khí hậu" gom tuyết quanh nhà tạo thành một nơi vui chơi cho mọi người. Hay tin Gian và Suneo đến lấy "Máy tập trung khí hậu" dự tính sẽ làm lâu đài tuyết nhưng hôm sau trời mưa, nhà Suneo chìm trong biển nước | |                      |                                |
| 1107 | "Chiếc nón trốn tìm" "Daruma San ga Koron Da Bou" (ダルマさんが転んだ帽)                                              | 7 tháng 12 năm 1990  | 2 tháng 5 năm 2010             |
| Gian lấy cuốn truyện Chú bé Gyagura mới mua đọc trong giờ học bị thầy phát hiện. Nobita đã đưa "Chiếc nón trốn tìm" cho Suneo để tráo lại quyển truyện. | |                      |                                |
| 1108 | "Jaian và Jaiko" "Jaian to Jai Ko" (ジャイアンとジャイ子)                                                             | 14 tháng 12 năm 1990 | 8 tháng 5 năm 2010             |
| Thấy Jaiko đang bí ý tưởng truyện tranh nên Jaian đến nhờ Doraemon. Doraemon đã cho Jaiko "Hộp không gian Kanzum" để có nhiều thời gian sáng tác. | |                      |                                |
| 1109 | "Nốt ruồi bắt chước" "Utsushi Boku Ro" (うつしぼくろ)                                                                 | 21 tháng 12 năm 1990 | 9 tháng 5 năm 2010             |
| Nobita gắn "Nốt ruồi bắt chước" (màu đỏ) lên người bạn nữ Otonashi và màu xanh lên người Jaian để cậu ta bắt chước hành động Otonashi không bắt mọi người tập huấn đặc biệt sau trận bóng chày. Nhưng nốt ruồi trên người đã bị tháo xuống và sau đó di chuyển đi mọi nơi cuối cùng dính vào mẹ Nobita | |                      |                                |
| 1110 | "Ống tỏa nhiệt hạnh phúc" "Shi Awa Se Kairo" (しあわせカイロ)                                                         | 28 tháng 12 năm 1990 | 15 tháng 5 năm 2010            |
| Nobita muốn trở thành người dù có chuyện gì cũng mỉm cười nên Doraemon đã cho cậu mượn " Ống tỏa nhiệt hạnh phúc" | |                      |                                |

### Năm 1991
| # | Tên tập phim                                                                | Ngày phát sóng gốc   | Ngày phát sóng lồng tiếng Việt |
| --- | --------------------------------------------------------------------------- | -------------------- | ------------------------------ |
| SP29 | "SF Chou Taisaku Uradoraman" (ＳＦ超大作ウラドラマン)                       | 4 tháng 1 năm 1991   | Không phát sóng                |
| 1111 | "Nổi giận với mình đi" "Iya Name Mētā" (いやなめメーター)                   | 11 tháng 1 năm 1991  | 16 tháng 5 năm 2010            |
| Nobita muốn có thật nhiều tiền từ sự giận dữ của Jaian nên Doraemon đã cho cậu mượn "Máy đo sự giận dữ" nhưng cái máy đã bị hư và Nobita không nhận được đồng nào |                                                                             |                      |                                |
| 1112 | "Giấc mơ tiên tri" "Yochi Yume de Chikyuu o Sukue!!" (予知夢で地球を救え!!) | 18 tháng 1 năm 1991  | 22 tháng 5 năm 2010            |
| Nobita dùng kẹo "Giấc mơ tiên tri" thấy có một nhóm vi khuẩn đến xâm chiếm Trái Đất gây bệnh cảm cho mọi người                                                    |                                                                             |                      |                                |
| 1113 | "Gậy tàng hình" "Kakuren Bou" (かくれん棒)                                  | 25 tháng 1 năm 1991  | Không phát sóng                |
| Nobita đã dùng "Gậy tàng hình" của Doraemon chọc ghẹo Suneo, Jaian và mọi người khi cây gậy hết tác dụng đã bị mọi người dạy bài học nhớ đời.                     |                                                                             |                      |                                |
| 1114 | "Thực phẩm chủ nào tớ nấy" "Sokkuri Petto Fūdo" (そっくりペットフード)      | 1 tháng 2 năm 1991   | Không phát sóng                |
| 1115 | "Ningyou Jidou ka Onpa" (人形自動化音波)                                    | 8 tháng 2 năm 1991   | Không phát sóng                |
| 1116 | "Shinamono Unsei Kyou" (品物運勢鏡)                                         | 15 tháng 2 năm 1991  | Không phát sóng                |
| 1117 | "Hokuro Gata Supīkā" (ホクロ型スピーカー)                                   | 22 tháng 2 năm 1991  | Không phát sóng                |
| 1118 | "Tedukuri Omocha" (手づくりおもちゃ)                                        | 1 tháng 3 năm 1991   | Không phát sóng                |
| 1119 | "Senpaku Bin Dume Zai" (船舶びんづめ材)                                     | 8 tháng 3 năm 1991   | Không phát sóng                |
| 1120 | "Kioku Tori Dashi Renzu" (記憶とり出しレンズ)                               | 15 tháng 3 năm 1991  | Không phát sóng                |
| 1121 | "Chiri Tsumora Se Ki" (チリつもらせ機)                                      | 22 tháng 3 năm 1991  | Không phát sóng                |
| 1122 | "Nagareboshi Yuu Dou Gasa" (流れ星ゆうどうがさ)                             | 29 tháng 3 năm 1991  | Không phát sóng                |
| 1123 | "Mori Ha Yon de Iru" (森は呼んでいる)                                       | 5 tháng 4 năm 1991   | Không phát sóng                |
| 1124 | "Doko Demo Fuusen" (どこでも風船)                                           | 12 tháng 4 năm 1991  | Không phát sóng                |
| 1125 | "Hamaguri Pakku" (ハマグリパック)                                           | 19 tháng 4 năm 1991  | Không phát sóng                |
| 1126 | "Deha Iri Kagami" (ではいりカガミ)                                          | 26 tháng 4 năm 1991  | Không phát sóng                |
| 1127 | "Yobitsuke Buzā" (よびつけブザー)                                           | 3 tháng 5 năm 1991   | Không phát sóng                |
| 1128 | "Kaizou Chibi Yon ka" (改造チビ四駆)                                        | 10 tháng 5 năm 1991  | Không phát sóng                |
| 1129 | "Akutokōdā" (アクトコーダー)                                                | 17 tháng 5 năm 1991  | Không phát sóng                |
| 1130 | "Enzeru ni Omakase" (エンゼルにおまかせ)                                    | 24 tháng 5 năm 1991  | Không phát sóng                |
| 1131 | "Yousei Robotto" (妖精ロボット)                                             | 31 tháng 5 năm 1991  | Không phát sóng                |
| 1132 | "Onegai Koduchi" (おねがい小づち)                                           | 7 tháng 6 năm 1991   | Không phát sóng                |
| 1133 | "Jaian o Shitsukeyo U" (ジャイアンをしつけよう)                             | 21 tháng 6 năm 1991  | Không phát sóng                |
| 1134 | "Nobita no Katei Kyoushi" (のび太の家庭教師)                                | 28 tháng 6 năm 1991  | Không phát sóng                |
| 1135 | "Shizen Kansatsu Puramo Shirīzu" (自然観察プラモシリーズ)                   | 5 tháng 7 năm 1991   | Không phát sóng                |
| 1136 | "Uki wa Paipu to Tabako" (うきわパイプとたばこ)                             | 12 tháng 7 năm 1991  | Không phát sóng                |
| 1137 | "Migawari Terebi" (身代わりテレビ)                                          | 19 tháng 7 năm 1991  | Không phát sóng                |
| 1138 | "Mushi Yose Bōdo" (虫よせボード)                                            | 26 tháng 7 năm 1991  | Không phát sóng                |
| 1139 | "Ji Tsu Butsu Hasami" (じつぶつはさみ)                                      | 2 tháng 8 năm 1991   | Không phát sóng                |
| 1140 | "Toshitsuki Asshuku Gan" (年月圧縮ガン)                                     | 9 tháng 8 năm 1991   | Không phát sóng                |
| 1141 | "Cuộc đại mạo hiểm ở biển phương Nam" "Nankai no Dai Bouken" (南海の大冒険) | 16 tháng 8 năm 1991  | Không phát sóng                |
| 1142 | "Ningen You Taimusuicchi" (人間用タイムスイッチ)                            | 23 tháng 8 năm 1991  | Không phát sóng                |
| 1143 | "Tìm thấy Tsuchinoko" "Tsuchinoko o Sagase" (ツチノコを探せ)                | 30 tháng 8 năm 1991  | Không phát sóng                |
| 1144 | "Doraemon sợ bánn rán" "Doraemon darake" (ドラえもんだらけ)                 | 6 tháng 9 năm 1991   | Không phát sóng                |
| 1145 | "Hyaku Oni Senkou" (百鬼せんこう)                                           | 13 tháng 9 năm 1991  | Không phát sóng                |
| 1146 | "Dorami to Haikingu" (ドラミとハイキング)                                   | 20 tháng 9 năm 1991  | Không phát sóng                |
| 1147 | "Mẹ ăn kiêng" "Mama o Daietto" (ママをダイエット)                           | 27 tháng 9 năm 1991  | Không phát sóng                |
| 1148 | "Nagareboshi Seizou Tonkachi" (流れ星製造トンカチ)                          | 4 tháng 10 năm 1991  | Không phát sóng                |
| 1149 | "Rakkī Sunadokei" (ラッキー砂時計)                                          | 11 tháng 10 năm 1991 | Không phát sóng                |
| 1150 | "Chiếc khăn Taxi" "Furoshiki Takushī" (ふろしきタクシー)                    | 18 tháng 10 năm 1991 | Không phát sóng                |
| 1151 | "Sankyū Bajji" (サンキューバッジ)                                           | 25 tháng 10 năm 1991 | Không phát sóng                |
| 1152 | "Muda Habu Ki" (むだはぶ機)                                                 | 1 tháng 11 năm 1991  | Không phát sóng                |
| 1153 | "Bannou Purintā" (万能プリンター)                                           | 8 tháng 11 năm 1991  | Không phát sóng                |
| 1154 | "Pawāappumegafon" (パワーアップメガフォン)                                  | 15 tháng 11 năm 1991 | Không phát sóng                |
| 1155 | "Kuraku Mētā" (苦楽メーター)                                                | 22 tháng 11 năm 1991 | Không phát sóng                |
| 1156 | "O Hyaku Do Enyakora Mochi" (お百度エンヤコラ餅)                            | 29 tháng 11 năm 1991 | Không phát sóng                |
| 1157 | "Muchuu Ki o Sagase" (夢中機を探せ)                                         | 6 tháng 12 năm 1991  | Không phát sóng                |
| 1158 | "Heākatarogusetto" (ヘアーカタログセット)                                   | 13 tháng 12 năm 1991 | Không phát sóng                |
| 1159 | "Máy nói trước tương lai" "Mirai Rajio" (未来ラジオ)                        | 20 tháng 12 năm 1991 | Không phát sóng                |
| 1160 | "Keronpasu" (ケロンパス)                                                    | 27 tháng 12 năm 1991 | Không phát sóng                |

### Năm 1992
| #    | Tên tập phim                                                                                  | Ngày phát sóng gốc   |
| ---- | --------------------------------------------------------------------------------------------- | -------------------- |
| 1161 | "Takara sa ga shi ni Iko U" (宝さがしに行こう)                                                | 10 tháng 1 năm 1992  |
| 1162 | "Gachigachin" (ガチガチン)                                                                    | 17 tháng 1 năm 1992  |
| 1163 | "Sora made Su Tooshi Furēmu" (空まです通しフレーム)                                           | 24 tháng 1 năm 1992  |
| 1164 | "Shunpuu Uchiwa" (春風うちわ)                                                                 | 31 tháng 1 năm 1992  |
| 1165 | "Super Jaian" "Sūpājaian" (スーパージャイアン)                                                | 7 tháng 2 năm 1992   |
| 1166 | "Kaminari Da Iko" (カミナリだいこ)                                                            | 14 tháng 2 năm 1992  |
| 1167 | "Muri Yari Shakuyou Sho" (ムリヤリ借用書)                                                     | 21 tháng 2 năm 1992  |
| 1168 | "Migawari shi Ningyou" (身代わり紙人形)                                                       | 28 tháng 2 năm 1992  |
| 1169 | "Yakudatsu mono Hanbai Ki" (役立つもの販売機)                                                 | 6 tháng 3 năm 1992   |
| 1170 | "Tsuyoi Petto ga Hoshii" (強いペットがほしい)                                                 | 13 tháng 3 năm 1992  |
| 1171 | "Hameruncharumera" (ハメルンチャルメラ)                                                       | 20 tháng 3 năm 1992  |
| 1172 | "Zanzou Jittai ka Supurē" (残像実体化スプレー)                                                | 27 tháng 3 năm 1992  |
| 1173 | "Minami no Shima He Dekakeyo U" (南の島へ出かけよう)                                          | 3 tháng 4 năm 1992   |
| 1174 | "Asurechikku Shīru" (アスレチックシール)                                                      | 10 tháng 4 năm 1992  |
| 1175 | "Rittai Arubamu" (立体アルバム)                                                               | 17 tháng 4 năm 1992  |
| 1176 | "Baio Ueki Kan" (バイオ植木カン)                                                              | 24 tháng 4 năm 1992  |
| 1177 | "Kazoku Awase Kēsu" (家族合わせケース)                                                        | 1 tháng 5 năm 1992   |
| 1178 | "Ishikoro ni Nari Tai" (石ころになりたい)                                                     | 8 tháng 5 năm 1992   |
| 1179 | "Bút chì máy tính" "Konpyūtā Penshiru" (コンピューターペンシル)                               | 15 tháng 5 năm 1992  |
| 1180 | "Ojisan no Kataomoi" (おじさんの片思い)                                                       | 22 tháng 5 năm 1992  |
| 1181 | "Hansei Batta" (省バッタ)                                                                     | 29 tháng 5 năm 1992  |
| 1182 | "Harapeko Onigiri" (ハラペコおにぎり)                                                         | 5 tháng 6 năm 1992   |
| 1183 | "Bánh mì trí nhớ" "Ankipan" (アンキパン)                                                      | 12 tháng 6 năm 1992  |
| 1184 | "Yume to Roman o Tansaku Mogura" (夢とロマンを探索モグラ)                                     | 19 tháng 6 năm 1992  |
| 1185 | "Robot siêu nhỏ" "Miniminirobotto" (ミニミニロボット)                                         | 26 tháng 6 năm 1992  |
| 1186 | "Muku Genki ni Nat Te" (ムク元気になって)                                                     | 3 tháng 7 năm 1992   |
| 1187 | "Yokoduna Nobita" (横綱のび太)                                                                | 10 tháng 7 năm 1992  |
| 1188 | "Janpingu Sensui Kan" (ジャンピング潜水艦)                                                    | 17 tháng 7 năm 1992  |
| 1189 | "Gamu de Migawari" (ガムで身代わり)                                                           | 24 tháng 7 năm 1992  |
| 1190 | "Choucho Retā" (ちょうちょレター)                                                             | 31 tháng 7 năm 1992  |
| 1191 | "Hon mo no Zukan de Hon mono o" (ほんもの図鑑でほんものを)                                    | 7 tháng 8 năm 1992   |
| 1192 | "Trở thành thiên tài nhờ gối mộng du" "Utsutsu Makura de Tensai Shounen" (うつつ枕で天才少年) | 14 tháng 8 năm 1992  |
| 1193 | "Jaian o Nottoro U" (ジャイアンを乗っとろう)                                                  | 21 tháng 8 năm 1992  |
| 1194 | "Yume Tsuduki Makura" (夢つづき枕)                                                            | 28 tháng 8 năm 1992  |
| 1195 | "Kurou Miso Banashi" (苦労みそばなし)                                                         | 4 tháng 9 năm 1992   |
| 1196 | "Uocchingu Gurasu" (ウオッチンググラス)                                                       | 11 tháng 9 năm 1992  |
| 1197 | "Hoa lãng quên" "Wasurero Kusa o Kimi ni" (わすれろ草を君に)                                  | 18 tháng 9 năm 1992  |
| 1198 | "Bodīgādo ni Go Youjin" (ボディーガードにご用心)                                              | 25 tháng 9 năm 1992  |
| 1199 | "Hành tinh ngược đời" "Abekobe no Hoshi" (あべこべの星)                                       | 2 tháng 10 năm 1992  |
| 1200 | "Koe mon Kyandī" (声もんキャンデー)                                                           | 9 tháng 10 năm 1992  |
| 1201 | "Nobita Ha Dendenmushi!?" (のび太はでんでん虫？)                                              | 16 tháng 10 năm 1992 |
| 1202 | "Shawā de Kakurenbo" (シャワーでかくれんぼ)                                                   | 23 tháng 10 năm 1992 |
| 1203 | "Eri Chan ni Ai Tai" (えりちゃんに会いたい)                                                   | 30 tháng 10 năm 1992 |
| 1204 | "Kẹo Urashima" "Urashimakyandē" (ウラシマキャンデー)                                          | 6 tháng 11 năm 1992  |
| 1205 | "Tương cay đắng ngọt" "Kurou Miso Ame" (くろうみそアメ)                                       | 13 tháng 11 năm 1992 |
| 1206 | "Jīn Maiku" (ジーンマイク)                                                                    | 20 tháng 11 năm 1992 |
| 1207 | "Ông sao hãy thực hiện điều ước" "O Hoshi Sama ni Onegai" (お星様にお願い)                    | 27 tháng 11 năm 1992 |
| 1208 | "Nobita Ha Nikume Nai?" (のび太はニクメない？)                                                | 4 tháng 12 năm 1992  |
| 1209 | "Help-man xuất hiện" "Herupu Man Toujou" (ヘルプマン登場)                                     | 11 tháng 12 năm 1992 |
| 1210 | "Ký ức về khăn quàng" "Sukāfu no Omoide" (スカーフの思い出)                                   | 18 tháng 12 năm 1992 |
| 1211 | "Sai Min Jutsu de Benkyou o!" (さいみん術で勉強を！)                                          | 25 tháng 12 năm 1992 |

### Năm 1993
| # | Tên tập phim | Ngày phát sóng gốc   | Ngày phát sóng lồng tiếng Việt |
| --- | --- | -------------------- | ------------------------------ |
| 1212 | "Cuộc phiêu lưu dưới lòng đất" "Chitei no Kuni Tanken" (地底の国探検)                                                                                          | 8 tháng 1 năm 1993   | không phát sóng                |
| 1213 | "Sukī Ha Hako Niwa de" (スキーははこ庭で) | 15 tháng 1 năm 1993  | không phát sóng                |
| 1214 | "Đèn thần Aladin" "Arabin no Ranpu" (アラビンのランプ) | 22 tháng 1 năm 1993  | không phát sóng                |
| 1215 | "Otokonna" (オトコンナ) | 29 tháng 1 năm 1993  | không phát sóng                |
| 1216 | "Antena ni Omakase" (アンテナにおまかせ) | 29 tháng 1 năm 1993  | không phát sóng                |
| 1217 | "Kim cương xui xẻo" "Anrakkī.daiya" (アンラッキー・ダイヤ) | 5 tháng 2 năm 1993   | không phát sóng                |
| 1218 | "Mi Chibi Ki" (みちび機) | 5 tháng 2 năm 1993   | không phát sóng                |
| 1219 | "Sennin no Mushi" (仙人の虫) | 12 tháng 2 năm 1993  | không phát sóng                |
| 1220 | "Raku ga Ki Deshi Kaeshi" (らくがきでしかえし) | 12 tháng 2 năm 1993  | không phát sóng                |
| 1221 | "Gyakuten Supurē" (逆転スプレー) | 19 tháng 2 năm 1993  | không phát sóng                |
| 1222 | "Vòng hào quang cảm kích" "Arigatāya" (アリガターヤ) | 19 tháng 2 năm 1993  | không phát sóng                |
| 1223 | "Hannou Tesuto.Robotto" (反応テスト・ロボット) | 26 tháng 2 năm 1993  | không phát sóng                |
| 1224 | "Máy hồ ly" "Ashita Se N Taku Ki" (明日せんたく機) | 26 tháng 2 năm 1993  | không phát sóng                |
| 1225 | "Amaen Bo Shīru" (あまえんぼシール) | 5 tháng 3 năm 1993   | không phát sóng                |
| 1226 | "Elevator Plate" (エレベータープレート) | 5 tháng 3 năm 1993   | không phát sóng                |
| 1227 | "Mushakusha Timer" (ムシャクシャタイマー) | 12 tháng 3 năm 1993  | không phát sóng                |
| 1228 | "Nan Demo Yobidashi Maiku" (なんでも呼び出しマイク) | 12 tháng 3 năm 1993  | không phát sóng                |
| 1229 | "Kouka Mori Age Chīru" (効果もり上げチール) | 19 tháng 3 năm 1993  | không phát sóng                |
| 1230 | "Shutter Chance Camera" (シャッターチャンスカメラ) | 19 tháng 3 năm 1993  | không phát sóng                |
| 1231 | "Jinsei Yarinaoshi Keikaku" (人生やりなおし計画) | 26 tháng 3 năm 1993  | không phát sóng                |
| 1232 | "Nari kiri Raito" (なりきりライト) | 26 tháng 3 năm 1993  | không phát sóng                |
| 1233 | "Nơi ở của kiến cánh" "Hane Ari no Yukue" (羽アリのゆくえ) | 2 tháng 4 năm 1993   | không phát sóng                |
| * | "Doraemon và vở kịch nổi tiếng: Cô bé Lọ Lem" "Doraemon Mei Saku Gekijou Shinderera" (ドラえもん めいさく劇場 シンデレラ)                                      | 9 tháng 4 năm 1993   | 26 tháng 11 năm 2014           |
| Cinderella là cô bé hiền lành ba mẹ mất sớm nên phải ở dì ghẻ. Một ngày dì ghẻ bắt trông nhà không được đi dự tiệc. Thấy vậy phù thủy Doraemon giúp cô bé có trang phục đẹp đi chơi nhưng chỉ còn thiếu mỗi xe đưa rước. Lúc này có con chuột xuất hiện, Phù thủy sợ chuột nên đã không thể giúp được cô bé | |                      |                                |
| 1234 | "Kandou Ki" (かんどうき) | 9 tháng 4 năm 1993   | không phát sóng                |
| 1235 | "Honne Robotto" (本音ロボット) | 9 tháng 4 năm 1993   | không phát sóng                |
| * | "Doraemon và vở kịch nổi tiếng: Trận chiến cua và khỉ" "Doraemon Mei Saku Gekijou Saru ka ni Kasse N" (ドラえもん めいさく劇場 さるかにかっせん)               | 16 tháng 4 năm 1993  | 27 tháng 11 năm 2014           |
| Trong một ngày tình cờ khỉ đang đi trên đường thì gặp đàn cua. Con khỉ gian manh đã lừa đổi hạt cây hồng của hắn với nắm cơm trên lưng cua. Về nhà cua đã đem trồng và không bao lâu cây kết trái nhưng là trái dưa hấu nên cua có thể bò đến và ăn còn riêng phần khỉ thì bị đau bụng do ăn phải cơm nắm không hợp vệ sinh | |                      |                                |
| 1236 | "Un Dou Manzoku" (うんどうまんぞく) | 16 tháng 4 năm 1993  | không phát sóng                |
| 1237 | "Rentarushībā" (レンタルシーバー) | 16 tháng 4 năm 1993  | không phát sóng                |
| * | "Doraemon và vở kịch nổi tiếng: Jack và cây đậu thần" "Doraemon Mei Saku Gekijou Jakku to Mame no Ki" (ドラえもん めいさく劇場 ジャックと豆の木)               | 23 tháng 4 năm 1993  | 1 tháng 12 năm 2014            |
| Chú khỉ Jaian nghe qua câu chuyện của chú Jack làng kế bên thì cũng muốn được tìm thấy cây đậu thần. Cậu đã đi khắp mọi nơi để hỏi năm nhưng không ai biết. Cuối cùng lòng bàn chân cậu nổi lên hạt đậu, cậu cắt nó ra và đem chôn xuống đất một bàn chân dài xuất hiện đưa cậu lên đám mây nhưng cậu lại không biết cách để xuống | |                      |                                |
| 1238 | "Sóng thật lòng" "Honne Signal" (本音シグナル) | 23 tháng 4 năm 1993  | không phát sóng                |
| 1239 | "Nen Korori N" (ねんころりん) | 23 tháng 4 năm 1993  | không phát sóng                |
| * | "Doraemon và vở kịch nổi tiếng: Cậu bé quả đào" "Doraemon Mei Saku Gekijou mo Mo Taro U" (ドラえもん めいさく劇場 ももたろう)                                  | 30 tháng 4 năm 1993  | 2 tháng 12 năm 2014            |
| Có ba anh chàng sinh ra từ ba loài trái khác nhau một anh sinh ra từ quả đào, một anh sinh ra từ hạt dẻ và một anh sinh ra từ quả quýt tranh nhau đi diệt quỷ nên khi đến nơi thì bị Dorataro người sinh ra từ bánh rán đã diệt xong lũ quỷ. | |                      |                                |
| 1240 | "Kazoku Torikae Ki" (家族とりかえ機) | 30 tháng 4 năm 1993  | không phát sóng                |
| 1241 | "Chiếc hộp tình yêu" "Aisu Box" (あいすボックス) | 30 tháng 4 năm 1993  | không phát sóng                |
| * | "Doraemon và vở kịch nổi tiếng: Cái rìu vàng" "Doraemon Mei Saku Gekijou Kin no Ono" (ドラえもん めいさく劇場 きんのおの)                                      | 7 tháng 5 năm 1993   | 3 tháng 12 năm 2014            |
| Người tiều phu Suneo gian xảo đã cố ý làm rơi cây rìu sắt xuống giếng thần và thầm nghĩ rằng nếu tiên trong giếng xuất hiện sẽ hỏi cây rìu của cậu làm rơi là rìu sắt hay rìu vàng thì cậu sẽ nói là rìu sắt như vậy cô tiên thấy mình trung thực sẽ cho luôn cây rìu vàng. Nhưng thực tế là cô tiên trong giếng xuất hiện và hỏi là cây rìu bằng sắt này phải của cậu không, cậu quên và nói là không. Cô tiên biến mất.                                                                                   | |                      |                                |
| 1242 | "Good Time Machine" (グッドタイムマシン) | 7 tháng 5 năm 1993   | không phát sóng                |
| 1243 | "Chiisana Koi ni Meromero" (小さな恋にメロメロ) | 7 tháng 5 năm 1993   | không phát sóng                |
| * | "Doraemon và vở kịch nổi tiếng: Ba chú heo con" "Doraemon Mei Saku Gekijou 3 Biki no Ko Buta" (ドラえもん めいさく劇場 ３びきのこぶた)                         | 14 tháng 5 năm 1993  | 4 tháng 12 năm 2014            |
| Có ba chú heo con xây nhà, một chú xây nhà bằng rơm, một chú xây nhà nhà gỗ và một chú là bằng gạch. Sói Jaian đến tìm để bắt heo con đi qua căn thứ nhất bằng rơm sói chỉ cần thổi là căn nhà bay mất, chú heo 1 chạy qua nhà bằng gỗ với chú heo 2 nhưng căn này cũng bị sói san bằng, hai chú hai này liền chạy qua căn nhà của chú heo 3. Cứ ngỡ sói không thể làm gì được heo trong căn nhà chắc chắn nhưng sói đã gian xảo dùng tiếng hát của mình làm vỡ tung tường gạch và bắt được ba chú heo con. | |                      |                                |
| 1244 | "Būmeran Origami" (ブーメラン折り紙) | 14 tháng 5 năm 1993  | không phát sóng                |
| 1245 | "Fanta jī ya" (ファンタ爺ヤ) | 14 tháng 5 năm 1993  | không phát sóng                |
| * | "Doraemon và vở kịch nổi tiếng: Chuyện về cô bé bán diêm" "Doraemon Mei Saku Gekijou Macchi Uri no Shoujo" (ドラえもん めいさく劇場 マッチ売りの少女)          | 21 tháng 5 năm 1993  | 8 tháng 12 năm 2014            |
| Trong tiết trời lạnh buốt của đêm đông có một cô bé phải ngoài nhà để bán từng que diêm cho người đi đường thế nhưng chẳng ai chịu mua. Cô bé cảm thấy lạnh và quẹt que diêm lên sưởi ấm, que đầu, que hai và rồi que ba... Tiếng chuông giáo đường vang lên cô bé tỉnh ngủ và phát hiện mình đã tè dầm trên giường | |                      |                                |
| 1246 | "Mũ cọp" "Taigā Kyappu" (タイガーキャップ) | 21 tháng 5 năm 1993  | không phát sóng                |
| 1247 | "Tsumorigan" (ツモリガン) | 21 tháng 5 năm 1993  | không phát sóng                |
| * | "Doraemon và vở kịch nổi tiếng: Nhà sư Isshun" "Doraemon Mei Saku Gekijou Issunboushi" (ドラえもん めいさく劇場 一寸法師)                                      | 28 tháng 5 năm 1993  | 9 tháng 12 năm 2014            |
| Isshun Boshi và ông lão đã đánh bại được tên yêu quái và nhặt được cây búa thần giúp Isshun có thể to lớn nhưng ông lão đập vào Isshun không những không cao to mà khiến cậu bé bị đau. Dùng cây búa mãi mà không biến được hình thù to như ý muốn nên Isshun Boshi tự lấy đèn pin phóng to sử dụng | |                      |                                |
| 1248 | "Medachi Raito" (めだちライト) | 28 tháng 5 năm 1993  | không phát sóng                |
| 1249 | "Ritomasu Jinsei Shiken shi" (リトマス人生試験紙) | 28 tháng 5 năm 1993  | không phát sóng                |
| * | "Doraemon và vở kịch nổi tiếng: Nàng công chúa Bạch Tuyết" "Doraemon Mei Saku Gekijou Shirayukihime" (ドラえもん めいさく劇場 白雪姫)                          | 4 tháng 6 năm 1993   | 9 tháng 12 năm 2014            |
| Có ba vị hoàng tử chạy vào khu rừng tranh nhau trao nụ hôn đánh thức cô công chúa đang ngủ. Sau một lúc cô công chúa tỉnh dậy và đi chơi cùng bảy chú lùn. | |                      |                                |
| 1250 | "Yon Jigen Pōchi" (四次元ポーチ) | 4 tháng 6 năm 1993   | không phát sóng                |
| 1251 | "Meibutsu Flag" (名物フラッグ) | 4 tháng 6 năm 1993   | không phát sóng                |
| * | "Doraemon và vở kịch nổi tiếng: Hansel và Gretel" "Doraemon Mei Saku Gekijou Henzeru to Gurēteru" (ドラえもん めいさく劇場 ヘンゼルとグレーテル)               | 11 tháng 6 năm 1993  | 10 tháng 12 năm 2014           |
| Có hai anh em đi lạc trong rừng vào ban đêm. Đang đi thì họ phát hiện có ánh sáng phía trước khi đến nơi họ thấy có căn nhà phía trước nhưng chẳng dám vào vì hình thù nó kỳ cục | |                      |                                |
| 1252 | "Rensou Shiki Suiri Chuu Megane" (連想式推理虫メガネ) | 11 tháng 6 năm 1993  | không phát sóng                |
| 1253 | "Karugaru Tsuri Zao" (かるがる釣りざお) | 11 tháng 6 năm 1993  | không phát sóng                |
| * | "Doraemon và vở kịch nổi tiếng: Công chúa ngủ trong rừng" "Doraemon Mei Saku Gekijou Nemuri Hime" (ドラえもん めいさく劇場 ねむり姫)                           | 18 tháng 6 năm 1993  | 11 tháng 12 năm 2014           |
| Vị hoàng tử nghe tin đồn có cô công chúa bị phù thủy bắt giam trong lâu đài nên đã tức tốc phi ngựa đến. Khi đến nơi mới phát hiện cô công chúa không cậu nghĩ, cậu bỏ chạy nhưng bị nàng công chúa giữ lại | |                      |                                |
| 1254 | "Kangaeru Ashi" (考える足) | 18 tháng 6 năm 1993  | không phát sóng                |
| 1255 | "Terebi Torimochi" (テレビとりもち) | 18 tháng 6 năm 1993  | không phát sóng                |
| * | "Doraemon và vở kịch nổi tiếng: Tiệm giầy thần kì" "Doraemon Mei Saku Gekijou Fushigi Naku Tsuya" (ドラえもん めいさく劇場 ふしぎなくつや)                     | 18 tháng 6 năm 1993  | 15 tháng 12 năm 2014           |
| Thấy ông lão đóng giầy phải vất vả làm nên nhóc yêu tinh Dora Mini đến và giúp ông nhưng số giầy làm chỉ vừa vặn với yêu tinh không vừa với số khách ông lão đặt | |                      |                                |
| 1256 | "Kataduke Rakkā" (かたづけラッカー) | 25 tháng 6 năm 1993  | không phát sóng                |
| * | "Doraemon và vở kịch nổi tiếng: Con chim hạc biết trả ơn" "Doraemon Mei Saku Gekijou Tsuru no On ga e shi" (ドラえもん めいさく劇場 つるのおんがえし)          | 2 tháng 7 năm 1993   | 16 tháng 12 năm 2014           |
| Một ông lão đã cứu con chim sẻ khỏi bẫy của thợ săn. Ông lão nghĩ sẻ sẽ đền ơn nhưng không may ông lão bị người thợ săn đến hỏi tội | |                      |                                |
| 1257 | "Bideo Shiki Nan Demo Rimokon" (ビデオ式なんでもリモコン) | 2 tháng 7 năm 1993   | không phát sóng                |
| * | "Doraemon và vở kịch nổi tiếng: Công chúa Kaguya" "Doraemon Mei Saku Gekijou Kagu ya Hime" (ドラえもん めいさく劇場 かぐや姫)                                  | 9 tháng 7 năm 1993   | 17 tháng 12 năm 2014           |
| Ở một nơi nọ có hai ông bà lão tìm thấy một ống tre, từ ống tre sinh ra một cô gái. Mỗi lần trăng tròn cô bé lại nhìn lên Mặt Trăng ông bà lão tưởng giống trong truyện Nàng tiên trong ống tre nên đã hỏi cô gái tại sao lại nhìn Mặt Trăng thì cô gái trả lời vì cứ nghĩ đến ngày trăng tròn ông bà sẽ làm bánh chày cô thích ăn. | |                      |                                |
| 1258 | "Sakadachi Shīru" (逆立ちシール) | 9 tháng 7 năm 1993   | không phát sóng                |
| * | "Doraemon và vở kịch nổi tiếng: Chuyện cáo và hạc" "Doraemon Mei Saku Gekijou Kitsune to Tsuru" (ドラえもん めいさく劇場 きつねとつる)                         | 16 tháng 7 năm 1993  | 18 tháng 12 năm 2014           |
| Con cáo làm tiệc và mời hạc đến dùng nhưng lại bày những món hạc không ăn được. Hạc giận và trả thù bằng cách mời cáo đến nhà chơi, hạc đổ nước vào cái bình mời cáo uống. Cáo đưa miệng nhưng không uống được bèn lấy ống hút ra uống | |                      |                                |
| 1259 | "Ngôi sao đen nổi tiếng" "Ninki Sutā ga Makkuro Ke" (人気スターがまっ黒け)                                                                                     | 16 tháng 7 năm 1993  | không phát sóng                |
| * | "Doraemon và vở kịch nổi tiếng: Chuyện kiến và châu chấu" "Doraemon Mei Saku Gekijou Ari to Kirigirisu" (ドラえもん めいさく劇場 ありときりぎりす)             | 23 tháng 7 năm 1993  | 22 tháng 12 năm 2014           |
| Trời sắp chuyển sang đông đàn kiến hối hả tha mồi dự trữ còn châu chấu ung dung thong thả. Kiến mới khuyên châu chấu cũng nên dự trữ thức ăn như mình đi như châu chấu không nghe. Khi đông về kiến thì ở trong tổ chống chịu cái rét buốt còn châu chấu thì thoải mái đi ngao du ngoạn thủy | |                      |                                |
| 1260 | "Bonsainsetto" (ボンサインセット) | 23 tháng 7 năm 1993  | không phát sóng                |
| * | "Doraemon và vở kịch nổi tiếng: Nhà sư Ikkyuu" "Doraemon Mei Saku Gekijou Ikkyuu San" (ドラえもん めいさく劇場 一休さん)                                       | 30 tháng 7 năm 1993  | 23 tháng 12 năm 2014           |
| Tướng quân Jaian nhờ tiểu tăng Ikkyu trói con hổ trong bức bình phong nhưng tiểu tăng nhanh trí đòi tướng quân thả con hổ trong bình phong ra. Tướng quân nhờ Doraemon dùng hơi gas hóa thật đem con hổ ra, hổ xông rượt tiểu tăng. | |                      |                                |
| 1261 | "Mie Nai Hojo wa" (見えない補助輪) | 30 tháng 7 năm 1993  | không phát sóng                |
| * | "Doraemon và vở kịch nổi tiếng: Cắt lưỡi chim sẻ" "Doraemon Mei Saku Gekijou Shita Giri Suzume" (ドラえもん めいさく劇場 舌切り雀)                             | 6 tháng 8 năm 1993   | 24 tháng 12 năm 2014           |
| Ông lão tìm chim sẻ vô tình tìm thấy được nhà sẻ và được đãi tiệc. Trước khi ra về sẻ cho ông lão chọn quà to hoặc quà nhỏ đem về nhưng ông lão chỉ chọn món quà nhỏ vì sợ trong quà to có con ma như trong truyện. Sau khi ra đến khu rừng ông lão kiểm tra quà và thấy chỉ có tờ giấy ghi chữ "chọn sai rồi" | |                      |                                |
| 1262 | "Ichi ya Duke" (いちやづけ) | 6 tháng 8 năm 1993   | không phát sóng                |
| 1263 | "Taimu Mashin de Kainushi o !" (タイムマシンで飼い主を！) | 13 tháng 8 năm 1993  | không phát sóng                |
| * | "Doraemon và vở kịch nổi tiếng: Câu chuyện những con chuột" "Doraemon Mei Saku Gekijou Nezumi no Sou Da N" (ドラえもん めいさく劇場 ねずみのそうだん)          | 27 tháng 8 năm 1993  | 25 tháng 12 năm 2014           |
| Có ba chú chuột sợ mèo nên bày kế đeo chuông cho mèo nhưng vì chuột sợ mèo nên không dám đeo. Cuối cùng mèo tỉnh và lũ chuột bỏ chạy. Mèo do Doraemon cải trang, vốn sợ chuột nên mừng vì chúng đã chạy đi. | |                      |                                |
| 1264 | "Ginga Kankou Basu" (銀河観光バス) | 27 tháng 8 năm 1993  | không phát sóng                |
| * | "Doraemon và vở kịch nổi tiếng: Nàng tiên cá" "Doraemon Mei Saku Gekijou Ningyo Hime" (ドラえもん めいさく劇場 人魚姫)                                         | 3 tháng 9 năm 1993   | 29 tháng 12 năm 2014           |
| Nhân dịp sinh nhật lần thứ 15 của mình nàng tiên cá dưới đáy biển mạo hiểm ngoi lên mặt nước và bị vị hoàng tử mỏ nhọn Suneo phát hiện đem lên bờ làm hàng trưng bày khoe với mọi người. Tức giận nàng tiên cá dùng cây quạt đánh vào mặt hoàng tử | |                      |                                |
| 1265 | "Supōtsu Paudā" (スポーツパウダー) | 3 tháng 9 năm 1993   | không phát sóng                |
| * | "Doraemon và vở kịch nổi tiếng: Aladdin và cây đèn thần" "Doraemon Mei Saku Gekijou Arajin to Mahou no Ranpu" (ドラえもん めいさく劇場 アラジンと魔法のランプ) | 10 tháng 9 năm 1993  | 30 tháng 12 năm 2014           |
| Aladdin Suneo khát nước và gọi thần đèn (Doraemon) ra lấy nước. Thần đèn xuất hiện và gọi thần đèn 2 (Nobita) lấy, thần đèn 2 lại lấy đèn thần ra và gọi thần đèn 3 (Shizuka) ra lấy nước, thần đèn 3 lại gọi thần đèn 4 (Jaian), thần đèn 4 chạy đến chỗ Suneo và bắt cậu lấy nước. | |                      |                                |
| 1266 | "Baransu Torēnā" (バランストレーナー) | 10 tháng 9 năm 1993  | không phát sóng                |
| * | "Doraemon và vở kịch nổi tiếng: Núi vàng núi bạc" "Doraemon Mei Saku Gekijou Kachikachi Yama" (ドラえもん めいさく劇場 かちかち山)                             | 17 tháng 9 năm 1993  | 1 tháng 1 năm 2015             |
| Chú chồn Doraemon bị ông lão bắt vì tội phá hoại vườn rau nhưng chú chồn không những không hối cải mà còn tiếp tục phá phách như cũ. Thấy vậy thỏ bày kế lên núi hái củi, thấy củi đeo trên lưng chồn thỏ liền cọ xát hai hòn đá làm cháy lưng chồn. Lúc này Doraemon giận và nghỉ tập kịch nhưng Shizuka đã gợi ý đổi vai thỏ nhưng Doraemon không mặc vừa đồ thỏ | |                      |                                |
| 1267 | "Công chúa trên Cỗ máy thời gian" "Time Machine de o Hime Sama" (タイムマシンでおひめさま)                                                                     | 17 tháng 9 năm 1993  | không phát sóng                |
| * | "Doraemon và vở kịch nổi tiếng: Con yêu quái rắn 8 đầu" "Doraemon Mei Saku Gekijou ya Mata no Orochi" (ドラえもん めいさく劇場 やまたのおろち)                 | 24 tháng 9 năm 1993  | 5 tháng 1 năm 2015             |
| Con rắn 8 đầu thường xuyên xuất hiện trong làng phá hoại mọi người thấy vậy có chàng trai mới lập mưu dụ rắn uống rượu say rồi giết nó nhưng chàng nếm rượu thấy ngon nên uống hết. Lúc này con rắn vừa xuất hiện vươn dài tám cái đầu chàng thanh niên bèn hát và đã đánh bại được con rắn. | |                      |                                |
| 1268 | "Uchuu Jin ga Yatteki Ta" (宇宙人がやってきた) | 24 tháng 9 năm 1993  | không phát sóng                |
| * | "Doraemon và vở kịch nổi tiếng: Urashima Tarou" "Doraemon Mei Saku Gekijou U Rashi Mata Rou" (ドラえもん めいさく劇場 うらしまたろう)                          | 1 tháng 10 năm 1993  | 6 tháng 1 năm 2015             |
| Có một cậu bé bị bạn bè bắt nạt thấy vậy cụ rùa biển đã đưa cậu xuống biển. Không những không được gặp công chúa như trong truyện mà còn bị bắt tập thể thao và cậu bé thấy còn khổ nhiều hơn bị bạn bè của mình bắt nạt. | |                      |                                |
| 1269 | "Đèn tìm cổ vật" "Ankōru 100 Watto" (アンコール100ワット) | 1 tháng 10 năm 1993  | 23 tháng 5 năm 2010            |
| Trong lúc dò tìm đồ cổ bằng " Đèn Angkor 100w" thì Nobita, Gian và Suneo phát hiện ra khung con tàu cổ và được phỏng vấn đăng lên báo | |                      |                                |
| 1270 | "Mirai no Machi ga Abunai!" (未来の町が危ない!!) | 8 tháng 10 năm 1993  | không phát sóng                |
| 1271 | "Wabi Sabi Goza" (わびさびゴザ) | 15 tháng 10 năm 1993 | không phát sóng                |
| 1272 | "Isu Ba de Haidō" (イス馬でハイドー) | 22 tháng 10 năm 1993 | không phát sóng                |
| 1273 | "Minichua Yotto" (ミニチュアヨット) | 29 tháng 10 năm 1993 | không phát sóng                |
| 1274 | "Doro Ron Ninja Setto" (ドロロン忍者セット) | 5 tháng 11 năm 1993  | không phát sóng                |
| 1275 | "Juunan Shiage Fūpu" (柔軟仕上げフープ) | 12 tháng 11 năm 1993 | không phát sóng                |
| 1276 | "O Tomodachi Robotto" (お友だちロボット) | 19 tháng 11 năm 1993 | không phát sóng                |
| 1277 | "Jaian bị đánh bại" "Jaianzu o Buttobase" (ジャイアンズをぶっとばせ)                                                                                           | 26 tháng 11 năm 1993 | không phát sóng                |
| 1278 | "Henji Sakidori Posuto" (返事先取りポスト) | 3 tháng 12 năm 1993  | không phát sóng                |
| 1279 | "Muse Ki ni N Hikou Buttai" (むせきにん飛行物体) | 10 tháng 12 năm 1993 | không phát sóng                |
| 1280 | "Akachan Hon Yaku Ki" (赤ちゃんほんやく機) | 17 tháng 12 năm 1993 | không phát sóng                |
| 1281 | "Macchi Uri no Doraemon" (マッチ売りのドラえもん) | 24 tháng 12 năm 1993 | không phát sóng                |

### Năm 1994
| # | Tên tập phim                                                                                | Ngày phát sóng gốc   |
| --- | ------------------------------------------------------------------------------------------- | -------------------- |
| 1282 | "Puramo ka Dai Sakusen" (プラモ化大作戦)                                                    | 7 tháng 1 năm 1994   |
| 1283 | "Hikiyose Kagami" (ひきよせカガミ)                                                          | 14 tháng 1 năm 1994  |
| 1284 | "Bideo Retā Ha Taihen Da" (ビデオレターは大変だ)                                            | 21 tháng 1 năm 1994  |
| 1285 | "Funwari Gasu" (ふんわりガス)                                                               | 28 tháng 1 năm 1994  |
| 1286 | "Ningen Utsushi" (人間うつし)                                                               | 4 tháng 2 năm 1994   |
| 1287 | "Kokoro Gawari Burōchi" (こころがわりブローチ)                                              | 11 tháng 2 năm 1994  |
| 1288 | "Masayume Shinbun" (正夢新聞)                                                               | 18 tháng 2 năm 1994  |
| 1289 | "Katte ni Taimu" (勝手にタイム)                                                             | 25 tháng 2 năm 1994  |
| 1290 | "Genshijidai Pāku" (原始時代パーク)                                                         | 4 tháng 3 năm 1994   |
| 1291 | "Minidora Kyuujo Tai" (ミニドラ救助隊)                                                      | 11 tháng 3 năm 1994  |
| 1292 | "Găng tay siêu cấp" "Sūpā Tebukuro" (スーパーてぶくろ)                                      | 18 tháng 3 năm 1994  |
| 1293 | "Siêu trộm Cat" "Kaitou Kyatto no Moto" (怪盗キャットの素)                                  | 25 tháng 3 năm 1994  |
| 1294 | "Huy hiệu cá nghìn kim" "Hari Senbon no masu" (ハリ千本ノマス)                              | 1 tháng 4 năm 1994   |
| 1295 | "Máy cải lão hoàn đồng" "Jinsei Yarinaoshi Ki" (人生やりなおし機)                           | 8 tháng 4 năm 1994   |
| 1296 | "Ka Be Keshiki Kirikae Ki" (かべ景色きりかえ機)                                             | 15 tháng 4 năm 1994  |
| 1297 | "Abata mo Ekubo Shīru" (アバタもエクボシール)                                               | 22 tháng 4 năm 1994  |
| 1298 | "Jaian là thiếu niên thiên tài" "Jaian Ha Tensai Shounen" (ジャイアンは天才少年)            | 29 tháng 4 năm 1994  |
| 1299 | "Kyūpiddo no Tsubasa" (キューピッドの翼)                                                    | 6 tháng 5 năm 1994   |
| 1300 | "Vòng công chúa Bạch Tuyết" "Shirayukihime no Ringo" (白雪姫のリンゴ)                       | 13 tháng 5 năm 1994  |
| 1301 | "Denki Kamishibai Setto" (デンキ紙芝居セット)                                               | 20 tháng 5 năm 1994  |
| 1302 | "Shabon Dama Tsuushin" (シャボン玉通信)                                                     | 27 tháng 5 năm 1994  |
| 1303 | "Guutara Kansha no Hi" (ぐうたら感謝の日)                                                   | 3 tháng 6 năm 1994   |
| 1304 | "Okiagari Shou Boushi" (起き上がり小帽子)                                                   | 10 tháng 6 năm 1994  |
| 1305 | "Yononaka Uso darake" (世の中うそだらけ)                                                    | 17 tháng 6 năm 1994  |
| 1306 | "Henshin Uchiwa" (変心うちわ)                                                               | 24 tháng 6 năm 1994  |
| 1307 | "Kumo no Mok Kun" (雲のモッくん)                                                            | 1 tháng 7 năm 1994   |
| 1308 | "Gurume Gurasu" (グルメグラス)                                                              | 8 tháng 7 năm 1994   |
| 1309 | "Odate Robotto" (おだてロボット)                                                            | 15 tháng 7 năm 1994  |
| 1310 | "Ha Ko ni wa Furēmu" (はこにわフレーム)                                                     | 22 tháng 7 năm 1994  |
| 1311 | "Sagashi Butsu Pettan" (探し物ペッタン)                                                     | 29 tháng 7 năm 1994  |
| 1312 | "Neji Shiki Taifuu" (ねじ式台風)                                                            | 5 tháng 8 năm 1994   |
| 1313 | "Sống sót bằng khả năng của động vật" "Doubutsu Pawā de Sabaibaru" (動物パワーでサバイバル) | 12 tháng 8 năm 1994  |
| 1314 | "Bát mì ma" "Kappu Yuu Rei" (カップゆうれい)                                                | 19 tháng 8 năm 1994  |
| 1315 | "Trò chơi điện tử y thật" "Honmono Denshi Gēmu" (本物電子ゲーム)                            | 26 tháng 8 năm 1994  |
| 1316 | "Asemizu Nagashi Tai" (汗水流しタイ)                                                        | 2 tháng 9 năm 1994   |
| 1317 | "Arekisandaru" (アレキサンダル)                                                             | 9 tháng 9 năm 1994   |
| 1318 | "Kyouryoku Uchiwa Fuujin" (強力うちわ風神)                                                  | 16 tháng 9 năm 1994  |
| 1319 | "Toosenbou" (通せんぼう)                                                                    | 23 tháng 9 năm 1994  |
| 1320 | "Gyaku Seichou Gurasu" (逆成長グラス)                                                       | 30 tháng 9 năm 1994  |
| 1321 | "Youjinbou" (ヨウジンボウ)                                                                  | 7 tháng 10 năm 1994  |
| 1322 | "Hanako là ai?" "Hanako San Ha Dare Da?" (花子さんは誰だ？)                                 | 14 tháng 10 năm 1994 |
| Toilet nhà bị hỏng nên ba mẹ Nobita nhờ Doraemon giúp tìm chỗ đi vệ sinh tạm. Trong lúc đó tại trường học Suneo đi vệ sinh thì nghe thấy tiếng người cánh cửa sau lưng. Suneo nghĩ là do con ma Hanako làm nhưng mọi người không ai tin. Khi tiết học kết thúc Nobita về nhà thì biết mọi chuyện, Doraemon bảo Nobita đi xin lỗi Suneo nhưng cậu không chịu mà còn dùng cách thức đó hù dọa tiếp Suneo và Jaian. Tối đến, Nobita muốn đi vệ sinh nhưng toilet nhà chưa sửa xong nên xin Doraemon cho mượn cánh cửa thần kì. Khi Nobita vệ sinh xong Doraemon đã cất cánh cửa và Nobita bị nhốt tại toilet trường học. |                                                                                             |                      |
| 1323 | "Bánh bao chủ nào tớ nấy" "Petto Sokkuri Manjuu" (ペットそっくりまんじゅう)                 | 21 tháng 10 năm 1994 |
| 1324 | "Rikuesuto Kogitte" (リクエスト小切手)                                                      | 28 tháng 10 năm 1994 |
| 1325 | "Attogungun" (アットグングン)                                                               | 4 tháng 11 năm 1994  |
| 1326 | "Daruma Sutōn" (ダルマストーン)                                                             | 11 tháng 11 năm 1994 |
| 1327 | "Go Ki Gen Antena" (ごきげんアンテナ)                                                       | 18 tháng 11 năm 1994 |
| 1328 | "Cây dù tình yêu" "Aiai Gasa" (あいあいガサ)                                                | 25 tháng 11 năm 1994 |
| 1329 | "Pháo hoa tin nhắn" "Dengon Hanabi" (伝言花火)                                              | 2 tháng 12 năm 1994  |
| 1330 | "Khi mẹ là nữ sinh tiểu học" "Mama Ha Shougaku Go Nensei" (ママは小学五年生)                | 9 tháng 12 năm 1994  |
| 1331 | "Muyuubou" (ムユウボウ)                                                                     | 16 tháng 12 năm 1994 |
| 1332 | "Ông già Noel" "Santa En Totsu" (サンタえんとつ)                                            | 23 tháng 12 năm 1994 |

### Năm 1995
| # | Tên tập phim | Ngày phát sóng gốc   | Ngày phát sóng lồng tiếng Việt |
| --- | --- | -------------------- | ------------------------------ |
| 1333 | "O Tanoshimi Otoshidama Bu Kuro" (おたのしみお年玉ぶくろ)                                                                                  | 6 tháng 1 năm 1995   | Không phát sóng                |
| 1334 | "Mochi Nu shi Tansa Ki" (もちぬし探査機)                                                                                                   | 13 tháng 1 năm 1995  | Không phát sóng                |
| 1335 | "Nouryoku Kopī Tebukuro" (能力コピー手袋)                                                                                                  | 20 tháng 1 năm 1995  | Không phát sóng                |
| 1336 | "Purezento Rūtsu" (プレゼントルーツ) | 27 tháng 1 năm 1995  | Không phát sóng                |
| 1337 | "Ma Fuyu ni Hanami?!" (ま冬に花見?!) | 3 tháng 2 năm 1995   | Không phát sóng                |
| 1338 | "Nuigurumi Kamera to Kurūmu" (ぬいぐるみカメラとクルーム)                                                                                  | 10 tháng 2 năm 1995  | Không phát sóng                |
| 1339 | "O Isha San Kaban" (お医者さんカバン) | 17 tháng 2 năm 1995  | Không phát sóng                |
| 1340 | "Bình chứa gas làm đông mây" "Iroiro Kumo Bonbe" (いろいろ雲ボンベ)                                                                        | 24 tháng 2 năm 1995  | 9 tháng 1 năm 2010             |
| Doraemon và Nobita đã tạo ra một vương quốc trên mây có nước nóng để tắm và mời Shizuka, Jaian và Suneo đến chơi và thiết kế kiểu bồn tắm riêng cho mình. Vì Jaian đông mây không kĩ làm đám mây trôi đi mất trong lúc ngủ. | |                      |                                |
| 1341 | "Thuốc xịt kiểm tra dấu chân" "Ashi Ato Chekku Supurē" (あしあとチェックスプレー)                                                          | 3 tháng 3 năm 1995   | 10 tháng 1 năm 2010            |
| Nobita đã mượn thuốc xịt kiểm tra dấu chân và Đèp pin thu nhỏ của Doraemon để biến dấu chân voi ma mút cổ đại thành hàng thật định khoe mọi người nhưng cậu đã lúng túng khi nó xuất hiện và sắp gặp nguy hiểm. May mắn thay Doraemon đã đến kịp lúc và giải cứu cho cậu. | |                      |                                |
| 1342 | "Hang động ngủ đông" "Toumin Sherutā" (冬眠シェルター)                                                                                     | 10 tháng 3 năm 1995  | 16 tháng 1 năm 2010            |
| Do bị Nobita và các bạn của Nobita (Jaian và Suneo) đòi mượn bảo bối mãi nên Doraemon đã trốn trong hang động ngủ đông | |                      |                                |
| 1343 | "Robot thì ra là vậy" "Naruhodo Robotto" (なるほどロボット)                                                                                | 17 tháng 3 năm 1995  | 17 tháng 1 năm 2010            |
| Sắp đến sinh nhật Shizuka, Nobita và Doraemon không biết mua tặng gì nên đã hỏi ý Robot Thì ra là vậy | |                      |                                |
| 1344 | "Hố không trọng lực" "Tobashi Ana" (とばしあな)                                                                                            | 24 tháng 3 năm 1995  | 23 tháng 1 năm 2010            |
| Nobita bị Jaian và Suneo lừa sập vào cái hố khiến quần áo bị bẩn. Cậu và Doraemon đã lên kế hoạch trả đũa bằng bảo bối Hố không trọng lực | |                      |                                |
| 1345 | "Nobita Ha Dokusai Sha!?" (のび太は独裁者?!)                                                                                               | 31 tháng 3 năm 1995  | Không phát sóng                |
| 1346 | "Máy nói dối" "Usotsu Ki" (うそつ機) | 7 tháng 4 năm 1995   | 24 tháng 1 năm 2010            |
| Vào ngày cá tháng tư Nobita định lừa Jaian và Suneo nhưng cậu ngược lại trở thành nạn nhân trò lừa của họ. Doraemon cho cậu mượn máy nói dối biến bất cứ lời nói dối nào cũng thành sự thật | |                      |                                |
| 1347 | "Kibun Sukkiri Kan Kisen" (気分スッキリかんきせん)                                                                                         | 14 tháng 4 năm 1995  | Không phát sóng                |
| 1348 | "Ngôi nhà trở thành robot" "Ie ga Robotto ni Nat Ta" (家がロボットになった)                                                                | 21 tháng 4 năm 1995  | 30 tháng 1 năm 2010            |
| Đang vui vẻ đến nhà Shizuka học bài thì Nobita bị Jaian bắt trông cửa hàng nhà. Doraemon tìm đến và biến ngôi nhà thành robot tự động để nó tự dọn dẹp nội thất bên trong cửa hàng. Jaian trở về vô tình làm nó nổi giận và bị nó nhốt bên ngoài | |                      |                                |
| 1349 | "Nấm tài năng" "Sainou Kinoko" (才能キノコ)                                                                                                | 28 tháng 4 năm 1995  | 31 tháng 1 năm 2010            |
| Mỗi một bạn đều có một tài năng riêng chỉ có Nobita là không có tài năng nào nổi trội nên Doraemon cho cậu mượn bảo bối nấm tài năng để sao chép tài năng của mọi người thành của cậu | |                      |                                |
| 1350 | "Bí mật dưới mái nhà" "Mujin Tansa Roketto" (無人探査ロケット)                                                                             | 5 tháng 5 năm 1995   | 6 tháng 2 năm 2010             |
| Căn nhà trên ngọn núi sau trường có điều gì đó bí ẩn nên nhóm Nobita và nhóm Jaian Suneo cá cược nếu căn nhà đó là của người ngoài hành tinh thì Nobita sẽ bị ăn 100 cú đấm còn không phải thì ngược lại. Doraemon dùng tên lửa thăm dò chụp được ảnh mô hình người ngoài hành tinh nhưng cứ tưởng hàng thật nên bỏ chạy còn Nhóm Jaian Suneo thì lẻn vào nhà và phát hiện ra đó chỉ là mô hình và chủ căn nhà chỉ là một nhân viên của một công ty chuyên sản xuất phim người ngoài hành tinh. | |                      |                                |
| 1351 | "Trò chơi Super Dan" "Sūpā Dan Gokko" (スーパーダンごっこ)                                                                                 | 12 tháng 5 năm 1995  | 7 tháng 2 năm 2010             |
| Jaian muốn làm một Super Dan chính nghĩa nhưng không tìm kẻ xấu trừng trị. Sợ Jaian nổi giận, Suneo gài bẫy bắt Nobita đi tìm. Nobita chạy về cầu cứu Doraemon. Doraemon đã cho cậu mượn "Khăn choàng siêu nhân". Nhưng sau đó chiếc khăn đã rơi vào tay một con mèo | |                      |                                |
| 1352 | "Máy thay đổi thời tiết" "O Tenki Kādo" (お天気カード)                                                                                     | 19 tháng 5 năm 1995  | 13 tháng 2 năm 2010            |
| Nobita cá 30 đấm với Suneo nếu ngày hôm sau trời mưa. Vì tấm thẻ trời nắng từ "Hộp thời tiết" bị mất nên Doraemon dùng "Thùng thu mây" hút mây đen nhưng vô tình làm đổ nên mưa ướt nhà | |                      |                                |
| 1353 | "Chất dính trên không" "Kuukan Secchaku Zai de Pittanko" (空間接着剤でピッタンコ)                                                          | 26 tháng 5 năm 1995  | 14 tháng 2 năm 2010            |
| Nobita dùng "Chất dính trên không'" của Doraemon để đi lên trời nhưng không may đi nửa đường trời chuyển mưa Nobita làm rơi chai gỡ chất dính nên dính trên trời | |                      |                                |
| 1354 | "Lá bùa bảo vệ" "Gādomedaru" (ガードメダル)                                                                                                | 2 tháng 6 năm 1995   | 20 tháng 2 năm 2010            |
| Doraemon đã gắn "Mề đay bảo vệ" lên Tấm bùa bảo vệ ông Nobi đưa cho Nobita để đi xem phim cùng với Shizuka tránh bị Jaian và Suneo bắt nạt. | |                      |                                |
| 1355 | "Những câu chuyện cổ tích" "Otogibanashi Guzzu" (おとぎ話グッズ)                                                                           | 9 tháng 6 năm 1995   | 21 tháng 2 năm 2010            |
| Do trước nhà Nobita đang sửa đường khiến ông Nobi không ngủ được. Doraemon đã lấy cây kim gây hôn mê trong "Truyện cổ tích" giúp... | |                      |                                |
| 1356 | "Cỗ máy thời gian" "Nobita no Taimā" (のび太のタイマー / tạm dịch: "Hẹn giờ của Nobita")                                                   | 16 tháng 6 năm 1995  | 27 tháng 2 năm 2010            |
| Vì muốn chủ động được thời gian học và chơi, Nobita dùng "Cỗ máy thời gian" đi đến tương lai thông báo cho chính cậu... | |                      |                                |
| 1357 | "Búp bê dự báo sự việc" "Mikomi Yohou Ki" (みこみ予報機)                                                                                   | 23 tháng 6 năm 1995  | 28 tháng 2 năm 2010            |
| Nobita muốn xin tiền mẹ nhưng sợ không được nên Doraemon cho cậu mượn "Búp bê dự báo sự việc" | |                      |                                |
| 1358 | "Làm anh khó lắm" "O Niichan Ha Tsurai yo" (お兄ちゃんはつらいよ)                                                                          | 30 tháng 6 năm 1995  | 6 tháng 3 năm 2010             |
| Dorami vừa phẫu thuật xong nên khiến Doraemon lo lắng chạy về tương lai xem. Nobita đi theo và cảm nhận được tình anh em | |                      |                                |
| 1359 | "Búa khôi phục trí nhớ" "Omoidashi Tonkachi" (思い出しトンカチ)                                                                            | 7 tháng 7 năm 1995   | 7 tháng 3 năm 2010             |
| Jaian nhớ rằng hồi nhỏ từng thân với một cô bé rất xinh nhưng quên đó là ai. Jaian đã lấy "Búa khôi phục trí nhớ" của Doraemon nhớ ra đó là Nobita. Vì hồi nhỏ Nobita hay mặc quần áo con gái nên Jaian hiểu lầm | |                      |                                |
| 1360 | "Thang máy vệ tinh" "Eisei Rifuto" (衛星リフト)                                                                                            | 14 tháng 7 năm 1995  | 13 tháng 3 năm 2010            |
| Nobita dùng "Thang máy vệ tinh" đi học sớm hơn Jaian nên Jaian bị phạt trực nhật lớp một mình vì đi trễ thường xuyên khiến Jaian tức giận nhưng chẳng làm được gì khi Nobita bay trên trời | |                      |                                |
| 1361 | "Tắm biển ngoài vũ trụ" "Hiro? I Uchuu de Kaisuiyoku" (広ーい宇宙で海水浴)                                                                 | 28 tháng 7 năm 1995  | 14 tháng 3 năm 2010            |
| Nobita muốn học bơi nhưng hồ bơi kín người nên Doraemon đã tạo ra một hồ bơi ngoài vũ trụ cho cậu tập luyện | |                      |                                |
| 1362 | "Bản dự báo thời tiết" "Tenki Kettei Hyou" (天気決定表)                                                                                    | 4 tháng 8 năm 1995   | 20 tháng 3 năm 2010            |
| Nobita quên ghi chép lại nhật ký thời tiết ngày hè nên Doraemon cho cậu mượn "Bản dự báo thời tiết" | |                      |                                |
| 1363 | "Ma tích hợp" "Tsume Awa Se Obake" (つめあわせオバケ)                                                                                      | 11 tháng 8 năm 1995  | Không phát sóng                |
| 1364 | "Điện thoại thú nuôi" "Petto Denwa Soudan Shitsu" (ペット電話相談室)                                                                       | 18 tháng 8 năm 1995  | 21 tháng 3 năm 2010            |
| Chú chó Muku không muốn bị Jaian bắt trồng chuối mỗi ngày nên gọi điện đến Văn phòng thú nuôi do Doraemon, Nobita và Shizuka thành lập nhờ giúp đỡ | |                      |                                |
| 1365 | "Tác giả bất đắc dĩ" "Ayaushi! Taigā Kamen" (あやうし！タイガー仮面 / tạm dịch: "Nguy hiểm! Mặt nạ người cọp")                             | 25 tháng 8 năm 1995  | 27 tháng 3 năm 2010            |
| Tác giả bộ truyện đang ăn khách Người cọp Mijiko Mijio đang bí ý tưởng tập tiếp theo. Doraemon và Nobita dùng "Cỗ máy thời gian" đến tháng sau lấy truyện về cho ông vẽ | |                      |                                |
| 1366 | "Máy tạo không gian 3 chiều" "Puranetariumu Shiki 3 D" (プラネタリウム式３Ｄ)                                                              | 1 tháng 9 năm 1995   | 28 tháng 3 năm 2010            |
| Do thường ngày Suneo khoe với em họ Tomumi mình là người đánh bóng thứ tư đội bóng chày nên khi khi cô em đến khiến Suneo lo lắng. Suneo chạy đến nhờ Doraemon giúp, Doraemon đã dùng "Máy tạo không gian 3 chiều" tạo ra sân khấu ảo ảnh cho Jaian hát thoải mái để quên đi trận bóng | |                      |                                |
| 1367 | "Khăn lau thời gian" "Taimu zo Uki N" (タイムぞうきん)                                                                                     | 8 tháng 9 năm 1995   | 3 tháng 4 năm 2010             |
| Vì muốn biết ai là thủ phạm giẫm nát những bông hoa bên vệ đường nên Nobita đã lấy "Khăn lau thời gian" dò tìm và thủ phạm chính là Nobita do trong lúc đi đường có một chiếc xe chạy ngang khiến cậu mất định hướng giẫm vào những bông hoa lúc nào không hay | |                      |                                |
| 1368 | "Kế hoạch đi biển cho Nobita" "Hikkoshi Chizu de Kaisuiyoku" (引っ越し地図で海水浴 / tạm dịch: "Được tắm biển nhờ vào bản đồ dịch chuyển") | 22 tháng 9 năm 1995  | 4 tháng 4 năm 2010             |
| Do ông Nobi khá bận rộn với việc công ty nên không thể dẫn cậu ra biển khiến cậu buồn. Vì vậy, Doraemon đã dùng "Bản đồ dịch chuyển" chuyển nhà và công ty đến hòn đảo không người phía Nam... | |                      |                                |
| 1369 | "Hơi gas tưởng tượng" "Men Ekisu Purē" (免エキスプレー)                                                                                    | 6 tháng 10 năm 1995  | 10 tháng 4 năm 2010            |
| Nobita và mọi người dùng "Hơi gas miễn dịch" để kìm lại sự sợ hãi khi vào căn nhà ma. Nhưng nó chỉ có tác dụng tạm thời | |                      |                                |
| 1370 | "Găng tay điều khiển từ xa" "Majikku Hando de Okaeshi O!" (マジックハンドでお返しを！)                                                     | 13 tháng 10 năm 1995 | 11 tháng 4 năm 2010            |
| Nobita bị Jaian bắt nạt nên chạy về nhà khóc lóc với Doraemon. Doraemon đã cho cậu mượn "Găng tay điều khiển từ xa" trừng trị Jaian nhưng cậu lại lạm dụng chọc ghẹo mọi người. Doraemon đã nhờ mẹ đánh vào "Cái mông điều khiển từ xa" cho cậu trở về nhà. | |                      |                                |
| 1371 | "Thám hiểm trong thành phố" "Ōru Ōbā" (オールオーバー)                                                                                     | 20 tháng 10 năm 1995 | 17 tháng 4 năm 2010            |
| Nobita và Shizuka mặc "Chiếc áo thám hiểm" để có cảm giác kì thú khi đi dạo trong thành phố | |                      |                                |
| 1372 | "Máy quay lén" "Kossori Bideo" (こっそりビデオ)                                                                                            | 27 tháng 10 năm 1995 | 18 tháng 4 năm 2010            |
| Suneo lén quay những hình ảnh hậu đậu của Nobita để làm trò cười cho mọi người. Doraemon gắn "Máy quay lén" lên con mèo nhà Suneo và quay được tất cả các tật xấu của mọi người | |                      |                                |
| 1373 | "Kem người sói" "Mama Ha Ookami Otoko!?" (ママはオオカミ男!?)                                                                              | 3 tháng 11 năm 1995  | 24 tháng 4 năm 2010            |
| Bà Nobi thoa nhầm "Kem người sói" của Doraemon nên khi thấy vật gì hình tròn sẽ biến hình | |                      |                                |
| 1374 | "Ống bơm cơ thể" "Karada Ponpu" (体ポンプ)                                                                                                 | 10 tháng 11 năm 1995 | 25 tháng 4 năm 2010            |
| Doraemon cho Nobita mượn " Ống bơm cơ thể" bơm cơ thể to lớn trả đũa Jaian vì to lớn bắt nạt cậu. | |                      |                                |
| 1375 | "Cây thiên vị" "Hii Ki Bajj" (ひい木バッジ)                                                                                                | 17 tháng 11 năm 1995 | 1 tháng 5 năm 2010             |
| Nhờ vào tài nịnh nọt và nói dối mà Suneo được người lớn thiên vị. Doraemon đã đưa cho các bạn "Cây thiên vị" gắn lên người Suneo để cậu ta hiểu được cảm giác bị thiên vị | |                      |                                |
| 1376 | "Có ai thấy mình không" "Boku ga Mie Naku Nat Ta?!" (ボクが見えなくなった?!)                                                               | 24 tháng 11 năm 1995 | 2 tháng 5 năm 2010             |
| Nobita nhỏ "Thuốc nhỏ mắt tàng hình" vào mắt mình rồi đột nhập nhà Jaian lấy quyển truyện có hình cậu vẽ Jaian là khỉ đột. Nhưng loại thuốc ấy chỉ tàng hình khi nhỏ vào mắt đối phương và cậu bị Jaian cho một trận te tua mà không hề hay biết | |                      |                                |
| 1377 | "Xô dựng hình ảnh" "Montāju Baketsu" (モンタージュバケツ)                                                                                  | 1 tháng 12 năm 1995  | 8 tháng 5 năm 2010             |
| Có một tên tội phạm bị truy nã giả vờ là người quen nhà Nobita đến tìm ông bà Nobi nhưng ngay lúc không có cả hai ở nhà nên bỏ đi. Do không biết hắn là tội phạm nên Doraemon đã dùng "Xô dựng hình ảnh" biến gương mặt Nobita thành tên tội phạm..... | |                      |                                |
| 1378 | "Vệ tinh mini" "Mini Mini Eisei" (ミニミニ衛星)                                                                                            | 8 tháng 12 năm 1995  | 9 tháng 5 năm 2010             |
| Doraemon phóng "Vệ tinh Mini" lên bầu trời để quan sát hành động của Jaian và Suneo tại bãi đất trống. Do Nobita muốn chơi trượt tuyết tại đó nên Doraemon đã phóng "Vệ tinh tuyết rơi" và đánh đuổi Jaian đi. | |                      |                                |
| 1379 | "Điện thoại yêu cầu chiến thắng" "Moshimo Hōn" (もしもホーン)                                                                              | 15 tháng 12 năm 1995 | 15 tháng 5 năm 2010            |
| Do Jaian và Suneo ai cũng ưu điểm riêng còn Nobita thì không nên cậu trở thành đùa của cả hai. Doraemon đã cho cậu mượn " Điện thoại yêu cầu chiến thắng" đánh bại Jaian và Suneo | |                      |                                |
| 1380 | "Chiếc nón ngoại cảm" "Esupākyappu" (エスパーキャップ)                                                                                     | 22 tháng 12 năm 1995 | 16 tháng 5 năm 2010            |
| Các bạn trong lớp đều có trò đặc biệt để biểu diễn tại nhà Shizuka chỉ có Nobita là không. Doraemon đã cho Nobita mượn "Chiếc nón ngoại cảm" định thực hiện siêu năng lực đến nhà Shizuka cho mọi người bất ngờ và cuối cùng Nobita đã đến còn quần áo cậu mặc thì không | |                      |                                |

### Năm 1996
| # | Tên tập phim                                                                    | Ngày phát sóng gốc   | Ngày phát sóng lồng tiếng Việt |
| --- | ------------------------------------------------------------------------------- | -------------------- | ------------------------------ |
| 1381 | "Bay đi khăn trùm thời gian" "Tonda Taimu Furoshiki" (とんだタイムふろしき)     | 5 tháng 1 năm 1996   | Không phát sóng                |
| 1382 | "Lịch quay ngược thời gian" "Ato Modori Karendā" (あと戻りカレンダー)           | 12 tháng 1 năm 1996  | 22 tháng 5 năm 2010            |
| Nobita muốn trở về ngày mồng một Tết để được vui chơi thỏa thích và nhận thêm nhiều tiền lì xì nên Doraemon đã cho cậu mượn "Lịch quay ngược thời gian" |                                                                                 |                      |                                |
| 1383 | "Băng trôi đã đến!" "Ryuuhyou ga Yatteki Ta!" (流氷がやってきた！)              | 19 tháng 1 năm 1996  | Không phát sóng                |
| 1384 | "Găng tay phản đòn" "Hantai Gurōbu" (反対グローブ)                              | 26 tháng 1 năm 1996  | 26 tháng 11 năm 2014           |
| Jaian thích một cô gái tên là Kaori nên đến nhờ Doraemon giúp mình trở thành một người không bạo lực. Doraemon đã cho cậu mượn "Găng tay phản đòn" để khống chế bản thân trong vài tuần và sau đó Kaori chuyển nhà đi xa... |                                                                                 |                      |                                |
| 1385 | "Nhãn dán trợ thủ" "Shimo Be Sutekkā" (しもべステッカー)                        | 2 tháng 2 năm 1996   | 27 tháng 11 năm 2014           |
| Để có nhiều người giúp Nobita nên Doraemon đã cho cậu mượn "Nhãn dán trợ thủ" |                                                                                 |                      |                                |
| 1386 | "Kem thay hình đổi dạng" "Imēji Henshin Kurīmu" (イメージ変身クリーム)          | 9 tháng 2 năm 1996   | 1 tháng 12 năm 2014            |
| Jaian và Suneo lấy "Kem thay hình đổi dạng" của Doraemon giả làm Nobita đi chọc phá mọi người |                                                                                 |                      |                                |
| 1387 | "Homēruraito" (ホメールライト)                                                  | 16 tháng 2 năm 1996  | Không phát sóng                |
| 1388 | "Công tắc hoán đổi" "Kurou Suicchi" (苦労スイッチ)                              | 23 tháng 2 năm 1996  | 2 tháng 12 năm 2014            |
| Nobita dùng "Công tắc hoán đổi" để đổi vai với mọi người xung quanh và hiểu được ai cũng có nỗi khổ riêng |                                                                                 |                      |                                |
| 1389 | "7 Nen Go no Nayami" (７年後のなやみ)                                           | 1 tháng 3 năm 1996   | Không phát sóng                |
| 1390 | "Vang lên đi bài hát của Jaian" "Hibike! Jaian no Uta" (ひびけ！ジャイアンの歌) | 8 tháng 3 năm 1996   | 3 tháng 12 năm 2014            |
| Để xua tan đi cơn giận dữ của Jaian và giúp mọi người đuổi côn trùng ra khỏi nhà, Nobita đã dùng "Máy phát sóng âm đuổi chuột, đuổi gián, đuổi rệp, đuổi ve, đuổi kiến" kết hợp với giọng hát để tạo ra siêu cuồng âm đuổi chúng đi. Nhưng sau đó, Jaian đã lấy máy ra sau núi vặn hết công sức và hát khiến máy phát nổ                                                                            |                                                                                 |                      |                                |
| 1391 | "Đồng hồ thử thách gian nan" "Shikkuhakku" (シックハック)                       | 15 tháng 3 năm 1996  | 4 tháng 12 năm 2014            |
| Nobita nghịch bấm vào "Đồng hồ thử thách gian nan" nên phải trải qua 108 kiếp nạn trên đời. May thay, Dorami đã đem nó về tương lai nên không gây nguy hiểm cho Nobita nữa |                                                                                 |                      |                                |
| 1392 | "Cái túi mua hàng" "O Tsukai Baggu" (おつかいバッグ)                            | 22 tháng 3 năm 1996  | 8 tháng 12 năm 2014            |
| Doraemon đưa Nobita cầm "Cái túi mua hàng" của mẹ đi chợ. Nhưng trên đường đi, Jaian đã chạm vào cái túi nên có tinh thần đi chợ giúp mọi người. Sau khi đưa cái giỏ đồ cho mẹ Nobita, Jaian trở lại bình thường và tức giận với Nobita & Suneo. |                                                                                 |                      |                                |
| 1393 | "Cá tháng Tư" "Eipurirufūru" (エイプリルフール)                                 | 29 tháng 3 năm 1996  | Không phát sóng                |
| 1394 | "Thắt lưng nam châm" "Ji Shaku Beruto" (じしゃくベルト)                         | 19 tháng 4 năm 1996  | 9 tháng 12 năm 2014            |
| Doraemon cho Nobita mượn "Thắt lưng nam châm dịch chuyển tức thời thông qua chiều không gian thứ 4" để thoát khỏi Jaian |                                                                                 |                      |                                |
| 1395 | "Găng tay chạm đổi" "Tacchigurōbu" (タッチグローブ)                             | 26 tháng 4 năm 1996  | 10 tháng 12 năm 2014           |
| Nobita dùng "Găng tay chạm đổi" gây chuyện nhưng bắt Jaian và Suneo nhận trách nhiệm |                                                                                 |                      |                                |
| 1396 | "Chiếc nón hiện thực" "Riaru Kyappu" (リアルキャップ)                           | 3 tháng 5 năm 1996   | 11 tháng 12 năm 2014           |
| Suneo không cho Nobita chơi máy bay điều khiển từ xa nên cậu đành chơi trong tưởng tượng. Thấy vậy, Doraemon lấy "Chiếc nón hiện thực" biến suy nghĩ thành hiện thực. |                                                                                 |                      |                                |
| 1397 | "Kẹo âm thanh bảy màu" "Nanairo no Koe Ame" (七色の声あめ)                      | 10 tháng 5 năm 1996  | 15 tháng 12 năm 2014           |
| Doraemon và Nobita ăn "Kẹo âm thanh bảy màu" nhái giọng mọi người |                                                                                 |                      |                                |
| 1398 | "Con tem biết nói" "Oshaberi Kitte" (又譯會說話郵票，おしゃべり切手)            | 17 tháng 5 năm 1996  | 16 tháng 12 năm 2014           |
| Doraemon dùng bảo bối làm cho những con tem biết nói chuyện |                                                                                 |                      |                                |
| 1399 | "Con ma Pandora" "Pandora no Obake" (パンドラのお化け)                          | 24 tháng 5 năm 1996  | 17 tháng 12 năm 2014           |
| Doraemon cho Nobita mượn "Hộp Pandora" để rèn luyện tính kiên trì vì trong chiếc hộp có con ma nên nó sẽ tìm cách khiến cho mọi người muốn mở nó ra |                                                                                 |                      |                                |
| 1400 | "Chiếc nón dũng khí Rinrin" "Yuuki Rinrin Boushi" (勇気リンリン帽子)            | 31 tháng 5 năm 1996  | 18 tháng 12 năm 2014           |
| Doraemon cho Nobita đội "Chiếc nón dũng khí Rinrin" để có can đảm nói ra lời thật lòng |                                                                                 |                      |                                |
| 1401 | "Bộ đồ đua xe moto nhân loại" "Ningen Motokurosu" (人間モトクロス)              | 7 tháng 6 năm 1996   | 22 tháng 12 năm 2014           |
| Doraemon cho thành viên đội bóng Jaian mượn "Bộ đồ đua xe moto nhân loại" để thi đấu tìm đội trưởng mới đội bóng |                                                                                 |                      |                                |
| 1402 | "Tôi tên là Nobiko" "Watashi, Nobi Ko yo" (わたし、のび子よ)                    | 14 tháng 6 năm 1996  | 23 tháng 12 năm 2014           |
| Nobita thích cuộc sống làm con gái nên mượn "Phòng điện thoại giả định" yêu cầu cho cậu thành Nobiko. Rồi Jaian lại thích Nobiko... |                                                                                 |                      |                                |
| 1403 | "Chú chim xanh may mắn" "Chiruchiru Penki" (チルチルペンキ)                     | 21 tháng 6 năm 1996  | 24 tháng 12 năm 2014           |
| Doraemon cho Nobita mượn "Bình sơn Chiruchiru" và "Vợt bắt chim xanh" bắt lấy may mắn cho bản thân |                                                                                 |                      |                                |
| 1404 | "Chìa khoá dây cót tăng tốc" "Hassuru Neji Maki" (ハッスルネジ巻き)             | 28 tháng 6 năm 1996  | 25 tháng 12 năm 2014           |
| Nobita làm việc gì cũng chậm chạp hơn mọi người nên Doraemon đã lên dây cót "Chìa khóa dây cót tăng tốc" giúp cậu trở nên nhanh nhẹn |                                                                                 |                      |                                |
| 1405 | "Ngày nghỉ của Jaiko" "Jai Ko ni Kyuujitsu o" (ジャイ子に休日を)                | 5 tháng 7 năm 1996   | 29 tháng 12 năm 2014           |
| Thấy Jaiko vất vả mà vẫn chưa ý tưởng mới nên Jaian đến nhờ Doraemon làm Jaiko quên đi Manga (truyện tranh). Jaian đã dùng " Đề can quên lãng" của Doraemon dán lên người Jaiko. Trong lúc ngoài bờ sông, Jaiko gặp Motetsuji và cả hai đã chèo thuyền với nhau trên sông. Motetsuji đã hỏi Jaiko về ý tưởng truyện tranh mới làm Jaiko nhớ lại mọi chuyện. May thay, Jaiko đã tìm được ý tưởng mới |                                                                                 |                      |                                |
| 1406 | "Anh trai của Nobita" "Nobita no o Niisan" (のび太のお兄さん)                   | 12 tháng 7 năm 1996  | 30 tháng 12 năm 2014           |
| Nobita muốn có một người anh để bảo vệ cậu khi bị bắt nạt nên Doraemon cho cậu mượn "Đề can anh em" dán lên ai người đó sẽ trở thành anh trai của cậu |                                                                                 |                      |                                |
| 1407 | "Chạy đi nào Nobita" "Hashire! Nobita" (走れ！のび太)                           | 19 tháng 7 năm 1996  | 1 tháng 1 năm 2015             |
| Nobita muốn thắng cuộc thi chạy Marathon của trường nên Doraemon cho cậu mượn "Quần tập luyện bất chấp". |                                                                                 |                      |                                |
| 1408 | "Thuốc ngũ cốc 24 giờ" "Hitotsubu 24 Jikan" (ひとつぶ２４時間)                  | 26 tháng 7 năm 1996  | 5 tháng 1 năm 2015             |
| Nobita muốn thức trắng đêm để không lãng phí thời gian nên Doraemon cho cậu uống "Thuốc ngũ cốc 24 giờ |                                                                                 |                      |                                |
| 1409 | "Cây kéo cắt bóng" "Kage kiri Basami" (かげ切りバサミ)                          | 2 tháng 8 năm 1996   | 6 tháng 1 năm 2015             |
| Trời nóng, Nobita lười xuống sân nhổ cỏ với ba nên Doraemon dùng "Kéo cắt bóng" lấy bóng thay người. Nhưng với tật lười biếng Nobita sử dụng nó quá giờ quy định khiến nó có sự thông minh muốn thay thế chủ nhân. May thay, Doraemon đã nhờ cái bóng của mẹ đi bắt nó lại kịp |                                                                                 |                      |                                |
| 1410 | "Nhân viên công sở siêu hạng" "Sūpā Sararīman" (スーパーサラリーマン)           | 9 tháng 8 năm 1996   | 7 tháng 1 năm 2015             |
| Nobita khoác lác với mọi người rằng ba cậu có thể dùng tay chặt vỡ hòn đá nên mọi người đến xem. Cậu về nhờ Doraemon giúp, Doraemon cho cậu mượn "Môi nói xạo thành thật" biến ba thành một nhân viên công sở siêu hạng |                                                                                 |                      |                                |
| 1411 | "Ningen Marionetto" (人間マリオネット)                                          | 16 tháng 8 năm 1996  | Không phát sóng                |
| 1412 | "Ukiuki Pūru" (ウキウキプール)                                                  | 23 tháng 8 năm 1996  | Không phát sóng                |
| 1413 | "Mochinushi o Sagase!" (持ち主を探せ！)                                         | 30 tháng 8 năm 1996  | Không phát sóng                |
| 1414 | "Guru me Fōku Setto" (ぐるめフォークセット)                                     | 6 tháng 9 năm 1996   | Không phát sóng                |
| 1415 | "Nobi Inu Nobita" (のび犬のび太)                                                | 13 tháng 9 năm 1996  | Không phát sóng                |
| 1416 | "Chuyến đi 3 phút cốc" "3 Funkan Kappu Ryokou" (３分間カップ旅行)               | 20 tháng 9 năm 1996  | Không phát sóng                |
| 1417 | "Nobita là em trai của tôi" "Otouto Ha Nobita Kun" (弟はのび太くん)             | 11 tháng 10 năm 1996 | Không phát sóng                |
| 1418 | "Mii Chan ga Yukue Fumei" (ミイちゃんが行方不明)                                | 18 tháng 10 năm 1996 | Không phát sóng                |
| 1419 | "Puraidokusugurin" (プライドクスグリン)                                         | 25 tháng 10 năm 1996 | Không phát sóng                |
| 1420 | "Thẻ videophone" "Kādo Terebi Denwa" (カードテレビ電話)                         | 1 tháng 11 năm 1996  | Không phát sóng                |
| 1421 | "Hiru ga Yoru De, Yoru ga Hiru?" (昼が夜で、夜が昼？）)                         | 8 tháng 11 năm 1996  | Không phát sóng                |
| 1422 | "Merodī o Tama" (メロディーおたま)                                              | 15 tháng 11 năm 1996 | Không phát sóng                |
| 1423 | "Animarukurinikku" (アニマルクリニック)                                         | 22 tháng 11 năm 1996 | Không phát sóng                |
| 1424 | "Ikimono Koutsuu Hyoushiki" (生き物交通標識)                                    | 29 tháng 11 năm 1996 | Không phát sóng                |
| 1425 | "Juuryoku Penki Supurē" (重力ペンキスプレー)                                    | 6 tháng 12 năm 1996  | Không phát sóng                |
| 1426 | "Mini Dora đại thoát tẩu" "Minidora Dai Dassou" (ミニドラ大脱走)                | 13 tháng 12 năm 1996 | Không phát sóng                |
| 1427 | "Lời nhắn đến từ tương lai" "Mirai He no Messēji" (未来へのメッセージ)          | 20 tháng 12 năm 1996 | Không phát sóng                |
| 1428 | "Bức thư của ông già Noel" "Santa Mēru" (サンタメール)                          | 21 tháng 12 năm 1996 | Không phát sóng                |